# L'isola dei famosi (diciottesima edizione)
La diciottesima edizione del reality show L'isola dei famosi è andata in onda in prima serata su Canale 5 dall'8 aprile al 5 giugno 2024. Si è trattata della nona edizione consecutiva trasmessa da Mediaset, con la conduzione di Vladimir Luxuria per la prima volta, affiancata in studio dagli opinionisti Dario Maltese e Sonia Bruganelli, e con la partecipazione dell'inviata Elenoire Casalegno. È durata 59 giorni, ha avuto 24 naufraghi e 14 puntate e si è tenuta presso Cayos Cochinos (Honduras). Il motto di questa edizione è Ogni tempesta ha il suo arcobaleno!.
Le vicende dei naufraghi sono state trasmesse da Canale 5 in prima serata con un doppio appuntamento settimanale al lunedì e al giovedì (solamente per le prime quattro puntate), solo al lunedì (dalla quinta all'ottava puntata) e infine alla domenica e al mercoledì (dalla nona alla quattordicesima puntata), mentre la trasmissione delle strisce quotidiane nel day-time è stata affidata a Canale 5 e ad Italia 1 (dal lunedì al venerdì e in seguito anche il sabato). Inoltre su La5 e su Mediaset Extra (tutti i giorni) veniva trasmesso il day-time con aggiunta di materiale inedito con il titolo de L'isola dei famosi - Extended Edition, la cui durata era di 185 minuti.
L'edizione si è conclusa con la vittoria di Aras Şenol, che si è aggiudicato il montepremi di 100000 €.

## Produzione
Dopo un'iniziale tentennamento da parte della dirigenza di rete, a causa degli ascolti in calo dell'edizione precedente, nella seconda metà del mese di novembre 2023 Mediaset ha deciso di dare il via libera alla produzione.
In questa edizione, per la quinta volta e dopo tredici anni, vi è stato il ritorno della suddivisione del cast dei naufraghi in Famosi e Non Famosi; questi ultimi, inoltre, hanno iniziato la loro esperienza sull'isola 48 ore prima della prima puntata di lunedì 8 aprile 2024.
Come accadde nella quindicesima e nella sedicesima edizione, vi è stato il ritorno del doppio appuntamento settimanale al lunedì e al giovedì (solamente per le prime quattro puntate), poi solo al lunedì (dalla quinta all'ottava puntata) e infine, nuovamente raddoppiato, alla domenica e al mercoledì (dalla nona alla quattordicesima puntata). Come già accaduto nella quindicesima edizione, nel raddoppio settimanale del giovedì (l'11 e il 18 aprile 2024), le puntate serali sono state trasmesse in differita, in quanto registrate alcune ore prima della messa in onda in modo da evitare scontri con la versione spagnola del reality in onda su Telecinco Supervivientes, il quale viene trasmesso in diretta dalla stessa isola e dalla stessa Palapa e pertanto il televoto del format italiano è stato chiuso alle ore 15:00.
Pochi giorni prima dell'inizio del programma, tramite i canali social del programma sono stati resi noti i volti dei cinque naufraghi non famosi di questa edizione, tra di loro figurava anche Tonia Romano, che come annunciato dalla conduttrice durante la prima puntata dell'8 aprile 2024, è stata costretta a non partire per l'Honduras in seguito a dei motivi di salute.
Durante la seconda puntata, andata in onda l'11 aprile 2024, è stato annunciato il ritiro della naufraga Francesca Bergesio, che a causa di problemi fisici (causati durante una prova della puntata precedente) è stata costretta a dover abbandonare il programma. Nella stessa puntata è stato specificato che, rispetto alle edizioni precedenti in cui ai naufraghi eliminati veniva offerta una seconda possibilità su un'isola alternativa per poi rientrare in gioco, in questa edizione non sono previste isole alternative e una volta che i naufraghi vengono eliminati non potranno più continuare il loro percorso sull'isola. Nella medesima puntata i naufraghi Aras Şenol e Greta Zuccarello sono assenti, in quanto sono risultati positivi asintomatici al COVID-19 e pertanto devono rimanere isolati in albergo fino a quando non guariranno.
Il 17 aprile 2024 il naufrago Francesco Benigno è stato espulso dal programma, in seguito a dei comportamenti non consoni e vietati dal regolamento, pertanto il televoto che lo vedeva coinvolto è stato chiuso e riaperto.
Il 19 aprile 2024 il naufrago Peppe Di Napoli ha deciso di ritirarsi dal programma per motivi di salute, pertanto il televoto che lo vedeva coinvolto è stato chiuso e riaperto.
Il 26 aprile 2024 il naufrago Pietro Fanelli ha deciso di ritirarsi dal programma per motivi personali, pertanto il televoto che lo vedeva coinvolto è stato chiuso e riaperto.
Il 2 maggio 2024 il naufrago Daniele Radini Tedeschi ha deciso di ritirarsi dal programma, per motivi personali.
Il 13 maggio 2024 il naufrago Joe Bastianich è stato costretto a ritirarsi dal programma, per motivi di salute.
L'undicesima puntata di domenica 26 maggio 2024 è andata in onda in differita, in quanto registrate alcune ore prima della messa in onda e pertanto il televoto è stato chiuso alle ore 15:00.
Il programma sarebbe dovuto terminare il 12 giugno, tuttavia, a causa dei bassi dati d'ascolto, nonché inferiori rispetto a tutte le edizioni precedenti, la rete ha optato per anticiparne la data di chiusura al 5 giugno.
Per il quarto anno consecutivo, i naufraghi che hanno raggiunto l'ultima puntata sono sei e anche in questa edizione la proclamazione del vincitore è avvenuta in Honduras.
Con 14 puntate, si tratta della terza edizione con più puntate nella storia del programma dopo la quindicesima (22) e la sedicesima edizione (25).
Con 24 naufraghi, si tratta della terza edizione con più concorrenti nella storia del programma dopo la quindicesima (26) e la sedicesima edizione (32).

### Sigla
Oltre alla classica sigla del programma, prima e dopo la pubblicità viene utilizzata come sigla la canzone Matera, dal film No Time to Die. Inoltre viene usata, per la prima puntata e per la finale, una post-sigla, ovvero la canzone Il cerchio della vita di Ivana Spagna (colonna sonora del film Il re leone) che ha accompagnato l'ingresso in studio della conduttrice. Inoltre, la sigla principale ha subìto nuovamente delle modifiche.

## Conduzione
Per la prima e ultima volta la conduzione è stata affidata a Vladimir Luxuria e il ruolo di inviata è ricoperto da Elenoire Casalegno, mentre gli opinionisti sono Dario Maltese e Sonia Bruganelli (subentrati ad Enrico Papi e alla stessa Luxuria, divenuta la conduttrice del programma).

## Ambientazione

### L'isola
Anche per questa edizione è stata confermata la location di Cayos Cochinos in Honduras. Il luogo dove i concorrenti siedono per le nomination è chiamato Palapa e la spiaggia antistante Playa Palapa, suddivisa anche con altre zone: il Molo dove vengono presentati nuovi naufraghi, prima del loro sbarco; La Tana dei serpenti dove avvengono i confronti tra i concorrenti, il più delle volte, a inizio puntata.
Dal primo al quarto giorno la spiaggia in cui risiedono i naufraghi Famosi è chiamata Playa Coco, mentre quella dove risiedono i naufraghi Non Famosi è chiamata Playa Espinada. A partire dal quarto giorno i naufraghi vivono tutti insieme, senza più nessuna distinzione, su un'unica isola, Playa Espinada. Dal giorno 11 al giorno 15 i naufraghi non ancora diventati concorrenti soggiornano su un'isola denominata Playa Segreta, che diventa, in seguito, l'isola adibita a delle missioni speciali, denominata a partire dal giorno 42 Playa Olimpo. Dal giorno 29 fino al giorno 42, Playa Espinada è stata divisa in due sotto spiagge, la prima con una conformazione più confortevole (denominata Playa Joya) e la seconda meno confortevole (denominata Playa Tristeza), inizialmente assegnate in modo casuale alle due squadre, e successivamente, messa in palio (quella più agevole) con delle prove ricompensa. Dal giorno 42 al giorno 56 (giorno della semifinale) Playa Espinada è stata ristabilita come un'unica spiaggia. Dalla semifinale del 2 giugno alla finale del 5 giugno 2024, l'isola che ha ospitato il finalista segreto Samuel Peron è stata Playa Segreta, mentre gli altri cinque finalisti sono stati trasferiti su una nuova isola chiamata Playa Final, ex Cayo Paloma.

### Lo studio
Il programma va in onda dallo studio Robinie di Cologno Monzese (Milano) con una scenografia completamente rinnovata rispetto a quella delle ultime due edizioni precedenti realizzate nello studio 20 del Centro di Produzione Mediaset di Cologno Monzese (occupato da Io Canto Family).

## I naufraghi
L'età dei concorrenti si riferisce al momento dello sbarco sull'isola. 
| Concorrente                | Età     | Professione                                                  | Giorni | Luogo di nascita     | Stato                |
| -------------------------- | ------- | ------------------------------------------------------------ | ------ | -------------------- | -------------------- |
| Aras Şenol                 | 30 anni | Attore, ex atleta                                            | 1-59   | Istanbul             | Vincitore            |
| Samuel Peron               | 41 anni | Ballerino, personaggio TV                                    | 1-59   | Marostica            | Secondo classificato |
| Edoardo Stoppa             | 54 anni | Conduttore TV                                                | 1-59   | Milano               | Terzo classificato   |
| Alvina Verecondi Scortecci | 34 anni | Avvocatessa                                                  | 1-59   | Colle Umberto        | Quarta classificata  |
| Artùr Dainese              | 33 anni | Modello                                                      | 1-59   | Cherson              | Quinto classificato  |
| Edoardo Franco             | 28 anni | Chef                                                         | 1-59   | Varese               | Sesto classificato   |
| Matilde Brandi             | 55 anni | Ballerina, showgirl, conduttrice TV, attrice teatrale        | 1-56   | Roma                 | Eliminata            |
| Karina Sapsai              | 34 anni | Modella, showgirl                                            | 36-56  | Vladivostok          | Eliminata            |
| Khady Gueye                | 27 anni | Modella                                                      | 1-52   | Senegal              | Eliminata            |
| Linda Morselli             | 35 anni | Modella, influencer                                          | 36-52  | Giussano             | Eliminata            |
| Dario Cassini              | 56 anni | Attore, comico                                               | 36-49  | Napoli               | Eliminato            |
| Greta Zuccarello           | 28 anni | Ballerina, modella                                           | 1-45   | Treviso              | Eliminata            |
| Valentina Vezzali          | 50 anni | Politica, ex schermitrice                                    | 1-42   | Jesi                 | Eliminata            |
| Joe Bastianich             | 55 anni | Imprenditore, cantante, personaggio TV                       | 1-36   | New York             | Ritirato             |
| Rosanna Lodi               | 44 anni | Attrice, showgirl, personaggio TV                            | 11-36  | Sant'Agata Bolognese | Eliminata            |
| Marina Suma                | 64 anni | Attrice                                                      | 1-29   | Napoli               | Eliminata            |
| Daniele Radini Tedeschi    | 37 anni | Critico d'arte, storico, scrittore                           | 4-25   | Roma                 | Ritirato             |
| Sonny Olumati              | 38 anni | Ballerino, coreografo, scrittore, attivista                  | 11-22  | Roma                 | Eliminato            |
| Pietro Fanelli             | 23 anni | Modello                                                      | 1-19   | Torino               | Ritirato             |
| Maité Yanes                | 34 anni | Modella, ballerina                                           | 1-15   | Madrid               | Eliminata            |
| Peppe Di Napoli            | 51 anni | Pescivendolo                                                 | 1-12   | Napoli               | Ritirato             |
| Francesco Benigno          | 56 anni | Attore, regista, cantante                                    | 4-10   | Palermo              | Espulso              |
| Luce "Selen" Caponegro     | 57 anni | Responsabile di un centro benessere, ex attrice pornografica | 1-8    | Roma                 | Eliminata            |
| Francesca Bergesio         | 19 anni | Modella                                                      | 1-4    | Bra                  | Ritirata             |

## Tabella delle nomination e dello svolgimento del programma
Legenda
     Concorrente leader con il potere di mandare in nomination ed immune
     Concorrente leader senza il potere di mandare in nomination e non immune
     Concorrente immune dalle nomination
     Concorrente nuovo/rientrato in gioco immune dalle nomination
     Concorrente nominato dal vincitore della prova immunità/Concorrente direttamente in nomination per aver perso la prova immunità o non salvato da una catena di salvataggio/Nominato per aver perso una prova duello
     Concorrente esonerato, non votante/Concorrente non candidato alla finale
     Concorrente vincitore di una prova
     Nomination valente come unico voto, fatta di comune accordo con un/a o più naufraghi/e
     Bacio di Giuda
     Concorrente perdente di una prova/Concorrente non salvato dal leader
     Concorrente nominato per avere l'immunità dal pubblico
     Concorrente finalista segreto
     Concorrente a rischio eliminazione
     Concorrente salvato dai/dal vincitori/e della prova immunità o da una catena di salvataggio
     Concorrente candidato alla finale
     Concorrente finalista

|                                    |                                    | Settimana 1               | Settimana 1                                | Settimana 2                                                        | Settimana 2                                  | Settimana 3                                                        | Settimana 3                                                        | Settimana 3                                                        | Settimana 3                                                        | Settimana 4                                                                               | Settimana 5                                                         | Settimana 6                                  | Settimana 6                                                                                 | Settimana 6                                                                                 | Settimana 7                                 | Settimana 7                                 | Settimana 7                                 | Settimana 7                                                                                          | Settimana 7                                                                                          | Settimana 7                                                                                          | Settimana 8                                                                                | Settimana 8                                                                                | Settimana 8                                                                                | Settimana 8                                                                                | Settimana 8                                    | Settimana 8                                    | Settimana 8                                    | Settimana 8                                    | Ultima settimana                             | Ultima settimana                              | Ultima settimana                              | Ultima settimana                              | Ultima settimana                               | Numero totale di nomination |
| Giorno 1                           | Giorno 4                           | Giorno 8                  | Giorno 11                                  | Giorno 15                                                          | Giorno 15                                    | Giorno 15                                                          | Giorno 15                                                          | Giorno 22                                                          | Giorno 29                                                          | Giorno 36                                                                                 | Giorno 42                                                           | Giorno 42                                    | Giorno 45                                                                                   | Giorno 45                                                                                   | Giorno 45                                   | Giorno 49                                   | Giorno 49                                   | Giorno 49                                                                                            | Giorno 52                                                                                            | Giorno 52                                                                                            | Giorno 52                                                                                  | Giorno 52                                                                                  | Giorno 56                                                                                  | Giorno 56                                                                                  | Giorno 56                                      | Giorno 56                                      | Giorno 59                                      | Giorno 59                                      | Giorno 59                                    | Giorno 59                                     | Giorno 59                                     |                                               |                                                | Numero totale di nomination |
| ---------------------------------- | ---------------------------------- | ------------------------- | ------------------------------------------ | ------------------------------------------------------------------ | -------------------------------------------- | ------------------------------------------------------------------ | ------------------------------------------------------------------ | ------------------------------------------------------------------ | ------------------------------------------------------------------ | ----------------------------------------------------------------------------------------- | ------------------------------------------------------------------- | -------------------------------------------- | ------------------------------------------------------------------------------------------- | ------------------------------------------------------------------------------------------- | ------------------------------------------- | ------------------------------------------- | ------------------------------------------- | --- | --- | --- | ------------------------------------------------------------------------------------------ | ------------------------------------------------------------------------------------------ | ------------------------------------------------------------------------------------------ | ------------------------------------------------------------------------------------------ | ---------------------------------------------- | ---------------------------------------------- | ---------------------------------------------- | ---------------------------------------------- | -------------------------------------------- | --------------------------------------------- | --------------------------------------------- | --------------------------------------------- | ---------------------------------------------- | --------------------------- |
| Leader                             | Leader                             | Greta                     | Stoppa                                     | Samuel                                                             | Samuel                                       | Aras                                                               | Aras                                                               | Aras                                                               | Aras                                                               | Stoppa                                                                                    | Greta                                                               | Stoppa                                       | Karina                                                                                      | Karina                                                                                      | Matilde                                     | Matilde                                     | Matilde                                     | Aras                                                                                                 | Aras                                                                                                 | Aras                                                                                                 | Stoppa                                                                                     | Stoppa                                                                                     | Stoppa                                                                                     | Stoppa                                                                                     | Artùr                                          | Artùr                                          | Artùr                                          | Artùr                                          | Nessuno                                      | Nessuno                                       | Nessuno                                       | Nessuno                                       | Nessuno                                        | Numero totale di nomination |
| Leader                             | Leader                             | Greta                     | Stoppa                                     | Samuel                                                             | Samuel                                       | Artùr                                                              | Artùr                                                              | Artùr                                                              | Artùr                                                              | Stoppa                                                                                    | Samuel                                                              | Matilde                                      | Karina                                                                                      | Karina                                                                                      | Matilde                                     | Matilde                                     | Matilde                                     | Khady                                                                                                | Khady                                                                                                | Khady                                                                                                | Stoppa                                                                                     | Stoppa                                                                                     | Stoppa                                                                                     | Stoppa                                                                                     | Artùr                                          | Artùr                                          | Artùr                                          | Artùr                                          | Nessuno                                      | Nessuno                                       | Nessuno                                       | Nessuno                                       | Nessuno                                        | Numero totale di nomination |
|                                    |                                    |                           |                                            |                                                                    |                                              |                                                                    |                                                                    |                                                                    |                                                                    |                                                                                           |                                                                     |                                              |                                                                                             |                                                                                             |                                             |                                             |                                             | | | |                                                                                            |                                                                                            |                                                                                            |                                                                                            |                                                |                                                |                                                |                                                |                                              |                                               |                                               |                                               |                                                |                             |
| Aras                               | Aras                               | Luce                      | Assente                                    | Assente                                                            | Assente                                      | Esonerato                                                          | Edoardo                                                            | Edoardo                                                            | : Joe                                                              | Artùr Khady                                                                               | Rosanna                                                             | Khady                                        | Esonerato                                                                                   | Artùr                                                                                       | Salvato                                     | Dario                                       | Alvina                                      | Edoardo                                                                                              | Edoardo                                                                                              | Non votante                                                                                          | Edoardo                                                                                    | Karina                                                                                     | Non candidati                                                                              | Artùr Karina                                                                               | Salvato                                        | In finale                                      | In finale                                      | Alvina Edoardo                                 | Salvato                                      | Nominato                                      | Nominato                                      | Nomination finale                             | Vincitore (Settimana 9 - Giorno 59)            | 8                           |
| Samuel                             | Samuel                             | Artùr                     | Joe                                        | Joe                                                                | Alvina                                       | Esonerato                                                          | Esonerato                                                          | Joe                                                                | Daniele                                                            | Khady Marina                                                                              | Rosanna                                                             | Valentina                                    | Salvato                                                                                     | Artùr                                                                                       | Esonerati                                   | Edoardo                                     | Artùr                                       | Stoppa                                                                                               | Salvato                                                                                              | Artùr Linda                                                                                          | Karina                                                                                     | Khady                                                                                      | Non candidati                                                                              | Artùr Karina                                                                               | Aras                                           | Nominato                                       | Candidato                                      | In finale                                      | Nominato                                     | Alvina                                        | Prova vinta                                   | Nomination finale                             | Secondo classificato (Settimana 9 - Giorno 59) | 18                          |
| Stoppa                             | Stoppa                             | Artùr                     | Peppe                                      | Francesco                                                          | Khady                                        | Esonerati                                                          | Aras                                                               | Greta                                                              | Daniele                                                            | Marina                                                                                    | Khady                                                               | Khady                                        | Esonerato                                                                                   | Artùr                                                                                       | Esonerati                                   | Karina                                      | Dario                                       | Aras                                                                                                 | Aras                                                                                                 | Artùr Linda                                                                                          | Alvina                                                                                     | Edoardo                                                                                    | Candidato                                                                                  | : Artùr                                                                                    | In finale                                      | In finale                                      | In finale                                      | Alvina Edoardo                                 | Artùr                                        | Salvato                                       | Nominato                                      | Terzo classificato (Settimana 9 - Giorno 59)  | Terzo classificato (Settimana 9 - Giorno 59)   | 6                           |
| Alvina                             | Alvina                             | : Samuel                  | Samuel                                     | Peppe                                                              | Peppe                                        | Esonerati                                                          | Salvata                                                            | Daniele                                                            | Edoardo                                                            | Marina Rosanna                                                                            | Rosanna                                                             | Artùr                                        | Nominati                                                                                    | Non votante                                                                                 | Esonerati                                   | Artùr                                       | Dario                                       | Khady                                                                                                | Stoppa                                                                                               | Linda Artùr                                                                                          | Aras                                                                                       | Karina                                                                                     | Non candidati                                                                              | Karina Samuel                                                                              | Matilde                                        | In finale                                      | In finale                                      | Edoardo Stoppa                                 | Salvata                                      | Aras                                          | Quarta classificata (Settimana 9 - Giorno 59) | Quarta classificata (Settimana 9 - Giorno 59) | Quarta classificata (Settimana 9 - Giorno 59)  | 12                          |
| Artùr                              | Artùr                              | Samuel                    | Peppe                                      | Francesco                                                          | Alvina                                       | Esonerato                                                          | Esonerato                                                          | Stoppa                                                             | : Joe                                                              | Greta Samuel                                                                              | Samuel                                                              | Greta                                        | Nominati                                                                                    | Greta                                                                                       | Nominato                                    | Samuel                                      | Dario                                       | Salvo                                                                                                | Khady                                                                                                | Linda Samuel                                                                                         | Nominato                                                                                   | Karina                                                                                     | Non candidati                                                                              | Aras Samuel                                                                                | Alvina                                         | In finale                                      | In finale                                      | : Aras                                         | Samuel                                       | Quinto classificato (Settimana 9 - Giorno 59) | Quinto classificato (Settimana 9 - Giorno 59) | Quinto classificato (Settimana 9 - Giorno 59) | Quinto classificato (Settimana 9 - Giorno 59)  | 36                          |
| Edoardo                            | Edoardo                            | Francesca                 | Khady                                      | Assente                                                            | Assente                                      | Esonerato                                                          | Sonny                                                              | Matilde                                                            | Daniele                                                            | Khady Valentina                                                                           | Khady                                                               | Valentina                                    | Esonerati                                                                                   | Greta                                                                                       | Esonerati                                   | Aras                                        | Khady                                       | Alvina                                                                                               | Samuel                                                                                               | Artùr Linda                                                                                          | Matilde                                                                                    | Khady                                                                                      | Non candidati                                                                              | Alvina Samuel                                                                              | Nominato                                       | Nominato                                       | In finale                                      | Alvina Stoppa                                  | Sesto classificato (Settimana 9 - Giorno 59) | Sesto classificato (Settimana 9 - Giorno 59)  | Sesto classificato (Settimana 9 - Giorno 59)  | Sesto classificato (Settimana 9 - Giorno 59)  | Sesto classificato (Settimana 9 - Giorno 59)   | 7                           |
| Matilde                            | Matilde                            | Artùr                     | Khady                                      | Daniele                                                            | Alvina                                       | Esonerata                                                          | Esonerata                                                          | Alvina                                                             | Daniele                                                            | Artùr Khady                                                                               | Artùr                                                               | Alvina                                       | Esonerati                                                                                   | Linda                                                                                       | Esonerati                                   | Khady                                       | Edoardo                                     | Samuel                                                                                               | Nominata                                                                                             | Artùr Linda                                                                                          | Samuel                                                                                     | Alvina                                                                                     | Candidata                                                                                  | Alvina Karina                                                                              | Samuel                                         | Nominata                                       | Candidata                                      | Eliminata (Settimana 8 - Giorno 56)            | Eliminata (Settimana 8 - Giorno 56)          | Eliminata (Settimana 8 - Giorno 56)           | Eliminata (Settimana 8 - Giorno 56)           | Eliminata (Settimana 8 - Giorno 56)           | Eliminata (Settimana 8 - Giorno 56)            | 1                           |
| Karina                             | Karina                             | Non in gara               | Non in gara                                | Non in gara                                                        | Non in gara                                  | Non in gara                                                        | Non in gara                                                        | Non in gara                                                        | Non in gara                                                        | Non in gara                                                                               | Non in gara                                                         | Samuel Khady                                 | Esonerati                                                                                   | Aras                                                                                        | Esonerati                                   | Nominata                                    | Khady                                       | Nominata                                                                                             | Nominata                                                                                             | Samuel Stoppa                                                                                        | Salvata                                                                                    | Aras                                                                                       | Non candidata                                                                              | Artùr Samuel                                                                               | Eliminata (Settimana 8 - Giorno 56)            | Eliminata (Settimana 8 - Giorno 56)            | Eliminata (Settimana 8 - Giorno 56)            | Eliminata (Settimana 8 - Giorno 56)            | Eliminata (Settimana 8 - Giorno 56)          | Eliminata (Settimana 8 - Giorno 56)           | Eliminata (Settimana 8 - Giorno 56)           | Eliminata (Settimana 8 - Giorno 56)           | Eliminata (Settimana 8 - Giorno 56)            | 9                           |
| Khady                              | Khady                              | : Samuel                  | Samuel                                     | Matilde                                                            | Maité                                        | Esonerata                                                          | Esonerata                                                          | Salvata                                                            | Samuel                                                             | Greta Rosanna                                                                             | Samuel                                                              | Valentina                                    | Nominata                                                                                    | Aras                                                                                        | Esonerati                                   | Alvina                                      | Dario                                       | Linda                                                                                                | Alvina                                                                                               | Artùr Stoppa                                                                                         | Esonerata                                                                                  | Karina                                                                                     | Karina                                                                                     | Eliminata (Settimana 8 - Giorno 52)                                                        | Eliminata (Settimana 8 - Giorno 52)            | Eliminata (Settimana 8 - Giorno 52)            | Eliminata (Settimana 8 - Giorno 52)            | Eliminata (Settimana 8 - Giorno 52)            | Eliminata (Settimana 8 - Giorno 52)          | Eliminata (Settimana 8 - Giorno 52)           | Eliminata (Settimana 8 - Giorno 52)           | Eliminata (Settimana 8 - Giorno 52)           | Eliminata (Settimana 8 - Giorno 52)            | 25                          |
| Linda                              | Linda                              | Non in gara               | Non in gara                                | Non in gara                                                        | Non in gara                                  | Non in gara                                                        | Non in gara                                                        | Non in gara                                                        | Non in gara                                                        | Non in gara                                                                               | Non in gara                                                         | Valentina                                    | Esonerati                                                                                   | Aras                                                                                        | Esonerati                                   | Nominata                                    | Artùr                                       | Salvata                                                                                              | Salva                                                                                                | Artùr Edoardo                                                                                        | Eliminata (Settimana 8 - Giorno 52)                                                        | Eliminata (Settimana 8 - Giorno 52)                                                        | Eliminata (Settimana 8 - Giorno 52)                                                        | Eliminata (Settimana 8 - Giorno 52)                                                        | Eliminata (Settimana 8 - Giorno 52)            | Eliminata (Settimana 8 - Giorno 52)            | Eliminata (Settimana 8 - Giorno 52)            | Eliminata (Settimana 8 - Giorno 52)            | Eliminata (Settimana 8 - Giorno 52)          | Eliminata (Settimana 8 - Giorno 52)           | Eliminata (Settimana 8 - Giorno 52)           | Eliminata (Settimana 8 - Giorno 52)           | Eliminata (Settimana 8 - Giorno 52)            | 6                           |
| Dario                              | Dario                              | Non in gara               | Non in gara                                | Non in gara                                                        | Non in gara                                  | Non in gara                                                        | Non in gara                                                        | Non in gara                                                        | Non in gara                                                        | Non in gara                                                                               | Non in gara                                                         | Aras                                         | Esonerati                                                                                   | Stoppa                                                                                      | Esonerati                                   | Salvato                                     | Artùr                                       | Eliminato (Settimana 7 - Giorno 49)                                                                  | Eliminato (Settimana 7 - Giorno 49)                                                                  | Eliminato (Settimana 7 - Giorno 49)                                                                  | Eliminato (Settimana 7 - Giorno 49)                                                        | Eliminato (Settimana 7 - Giorno 49)                                                        | Eliminato (Settimana 7 - Giorno 49)                                                        | Eliminato (Settimana 7 - Giorno 49)                                                        | Eliminato (Settimana 7 - Giorno 49)            | Eliminato (Settimana 7 - Giorno 49)            | Eliminato (Settimana 7 - Giorno 49)            | Eliminato (Settimana 7 - Giorno 49)            | Eliminato (Settimana 7 - Giorno 49)          | Eliminato (Settimana 7 - Giorno 49)           | Eliminato (Settimana 7 - Giorno 49)           | Eliminato (Settimana 7 - Giorno 49)           | Eliminato (Settimana 7 - Giorno 49)            | 5                           |
| Greta                              | Greta                              | Joe                       | Assente                                    | Daniele                                                            | Khady                                        | Esonerati                                                          | Esonerati                                                          | Samuel                                                             | Khady                                                              | Artùr Valentina                                                                           | Artùr                                                               | Artùr                                        | Esonerati                                                                                   | Artùr                                                                                       | Nominata                                    | Dario                                       | Eliminata (Settimana 7 - Giorno 45)         | Eliminata (Settimana 7 - Giorno 45)                                                                  | Eliminata (Settimana 7 - Giorno 45)                                                                  | Eliminata (Settimana 7 - Giorno 45)                                                                  | Eliminata (Settimana 7 - Giorno 45)                                                        | Eliminata (Settimana 7 - Giorno 45)                                                        | Eliminata (Settimana 7 - Giorno 45)                                                        | Eliminata (Settimana 7 - Giorno 45)                                                        | Eliminata (Settimana 7 - Giorno 45)            | Eliminata (Settimana 7 - Giorno 45)            | Eliminata (Settimana 7 - Giorno 45)            | Eliminata (Settimana 7 - Giorno 45)            | Eliminata (Settimana 7 - Giorno 45)          | Eliminata (Settimana 7 - Giorno 45)           | Eliminata (Settimana 7 - Giorno 45)           | Eliminata (Settimana 7 - Giorno 45)           | Eliminata (Settimana 7 - Giorno 45)            | 8                           |
| Valentina                          | Valentina                          | Maité                     | Khady                                      | Daniele                                                            | Khady                                        | Esonerati                                                          | Esonerati                                                          | Esonerata                                                          | Khady                                                              | Daniele Rosanna                                                                           | Rosanna                                                             | Artùr                                        | Nominata                                                                                    | Greta                                                                                       | Eliminata (Settimana 6 - Giorno 42)         | Eliminata (Settimana 6 - Giorno 42)         | Eliminata (Settimana 6 - Giorno 42)         | Eliminata (Settimana 6 - Giorno 42)                                                                  | Eliminata (Settimana 6 - Giorno 42)                                                                  | Eliminata (Settimana 6 - Giorno 42)                                                                  | Eliminata (Settimana 6 - Giorno 42)                                                        | Eliminata (Settimana 6 - Giorno 42)                                                        | Eliminata (Settimana 6 - Giorno 42)                                                        | Eliminata (Settimana 6 - Giorno 42)                                                        | Eliminata (Settimana 6 - Giorno 42)            | Eliminata (Settimana 6 - Giorno 42)            | Eliminata (Settimana 6 - Giorno 42)            | Eliminata (Settimana 6 - Giorno 42)            | Eliminata (Settimana 6 - Giorno 42)          | Eliminata (Settimana 6 - Giorno 42)           | Eliminata (Settimana 6 - Giorno 42)           | Eliminata (Settimana 6 - Giorno 42)           | Eliminata (Settimana 6 - Giorno 42)            | 6                           |
| Joe                                | Joe                                | Luce                      | Artùr                                      | Daniele                                                            | Peppe                                        | Esonerati                                                          | Esonerati                                                          | Khady                                                              | Daniele                                                            | Artùr Khady                                                                               | Rosanna                                                             | Non votante                                  | Ritirato (Settimana 6 - Giorno 36)                                                          | Ritirato (Settimana 6 - Giorno 36)                                                          | Ritirato (Settimana 6 - Giorno 36)          | Ritirato (Settimana 6 - Giorno 36)          | Ritirato (Settimana 6 - Giorno 36)          | Ritirato (Settimana 6 - Giorno 36)                                                                   | Ritirato (Settimana 6 - Giorno 36)                                                                   | Ritirato (Settimana 6 - Giorno 36)                                                                   | Ritirato (Settimana 6 - Giorno 36)                                                         | Ritirato (Settimana 6 - Giorno 36)                                                         | Ritirato (Settimana 6 - Giorno 36)                                                         | Ritirato (Settimana 6 - Giorno 36)                                                         | Ritirato (Settimana 6 - Giorno 36)             | Ritirato (Settimana 6 - Giorno 36)             | Ritirato (Settimana 6 - Giorno 36)             | Ritirato (Settimana 6 - Giorno 36)             | Ritirato (Settimana 6 - Giorno 36)           | Ritirato (Settimana 6 - Giorno 36)            | Ritirato (Settimana 6 - Giorno 36)            | Ritirato (Settimana 6 - Giorno 36)            | Ritirato (Settimana 6 - Giorno 36)             | 8                           |
| Rosanna                            | Rosanna                            | Non in gara               | Non in gara                                | Non in gara                                                        | Non votante                                  | Esonerati                                                          | Esonerati                                                          | Nominata                                                           | Daniele                                                            | Khady Marina                                                                              | Samuel                                                              | Greta                                        | Eliminata (Settimana 6 - Giorno 36)                                                         | Eliminata (Settimana 6 - Giorno 36)                                                         | Eliminata (Settimana 6 - Giorno 36)         | Eliminata (Settimana 6 - Giorno 36)         | Eliminata (Settimana 6 - Giorno 36)         | Eliminata (Settimana 6 - Giorno 36)                                                                  | Eliminata (Settimana 6 - Giorno 36)                                                                  | Eliminata (Settimana 6 - Giorno 36)                                                                  | Eliminata (Settimana 6 - Giorno 36)                                                        | Eliminata (Settimana 6 - Giorno 36)                                                        | Eliminata (Settimana 6 - Giorno 36)                                                        | Eliminata (Settimana 6 - Giorno 36)                                                        | Eliminata (Settimana 6 - Giorno 36)            | Eliminata (Settimana 6 - Giorno 36)            | Eliminata (Settimana 6 - Giorno 36)            | Eliminata (Settimana 6 - Giorno 36)            | Eliminata (Settimana 6 - Giorno 36)          | Eliminata (Settimana 6 - Giorno 36)           | Eliminata (Settimana 6 - Giorno 36)           | Eliminata (Settimana 6 - Giorno 36)           | Eliminata (Settimana 6 - Giorno 36)            | 9                           |
| Marina                             | Marina                             | Artùr                     | Joe                                        | Non votante                                                        | Peppe                                        | Nominati                                                           | Esonerata                                                          | Esonerata                                                          | Khady                                                              | Joe Rosanna                                                                               | Eliminata (Settimana 5 - Giorno 29)                                 | Eliminata (Settimana 5 - Giorno 29)          | Eliminata (Settimana 5 - Giorno 29)                                                         | Eliminata (Settimana 5 - Giorno 29)                                                         | Eliminata (Settimana 5 - Giorno 29)         | Eliminata (Settimana 5 - Giorno 29)         | Eliminata (Settimana 5 - Giorno 29)         | Eliminata (Settimana 5 - Giorno 29)                                                                  | Eliminata (Settimana 5 - Giorno 29)                                                                  | Eliminata (Settimana 5 - Giorno 29)                                                                  | Eliminata (Settimana 5 - Giorno 29)                                                        | Eliminata (Settimana 5 - Giorno 29)                                                        | Eliminata (Settimana 5 - Giorno 29)                                                        | Eliminata (Settimana 5 - Giorno 29)                                                        | Eliminata (Settimana 5 - Giorno 29)            | Eliminata (Settimana 5 - Giorno 29)            | Eliminata (Settimana 5 - Giorno 29)            | Eliminata (Settimana 5 - Giorno 29)            | Eliminata (Settimana 5 - Giorno 29)          | Eliminata (Settimana 5 - Giorno 29)           | Eliminata (Settimana 5 - Giorno 29)           | Eliminata (Settimana 5 - Giorno 29)           | Eliminata (Settimana 5 - Giorno 29)            | 4                           |
| Daniele                            | Daniele                            | Non in gara               | Non votante                                | Artùr                                                              | Joe                                          | Nominati                                                           | Esonerato                                                          | Salvato                                                            | Stoppa                                                             | Greta Joe                                                                                 | Ritirato (Settimana 4 - Giorno 25)                                  | Ritirato (Settimana 4 - Giorno 25)           | Ritirato (Settimana 4 - Giorno 25)                                                          | Ritirato (Settimana 4 - Giorno 25)                                                          | Ritirato (Settimana 4 - Giorno 25)          | Ritirato (Settimana 4 - Giorno 25)          | Ritirato (Settimana 4 - Giorno 25)          | Ritirato (Settimana 4 - Giorno 25)                                                                   | Ritirato (Settimana 4 - Giorno 25)                                                                   | Ritirato (Settimana 4 - Giorno 25)                                                                   | Ritirato (Settimana 4 - Giorno 25)                                                         | Ritirato (Settimana 4 - Giorno 25)                                                         | Ritirato (Settimana 4 - Giorno 25)                                                         | Ritirato (Settimana 4 - Giorno 25)                                                         | Ritirato (Settimana 4 - Giorno 25)             | Ritirato (Settimana 4 - Giorno 25)             | Ritirato (Settimana 4 - Giorno 25)             | Ritirato (Settimana 4 - Giorno 25)             | Ritirato (Settimana 4 - Giorno 25)           | Ritirato (Settimana 4 - Giorno 25)            | Ritirato (Settimana 4 - Giorno 25)            | Ritirato (Settimana 4 - Giorno 25)            | Ritirato (Settimana 4 - Giorno 25)             | 11                          |
| Sonny                              | Sonny                              | Non in gara               | Non in gara                                | Non in gara                                                        | Non votante                                  | Esonerato                                                          | Alvina                                                             | Nominato                                                           | Joe                                                                | Eliminato (Settimana 4 - Giorno 22)                                                       | Eliminato (Settimana 4 - Giorno 22)                                 | Eliminato (Settimana 4 - Giorno 22)          | Eliminato (Settimana 4 - Giorno 22)                                                         | Eliminato (Settimana 4 - Giorno 22)                                                         | Eliminato (Settimana 4 - Giorno 22)         | Eliminato (Settimana 4 - Giorno 22)         | Eliminato (Settimana 4 - Giorno 22)         | Eliminato (Settimana 4 - Giorno 22)                                                                  | Eliminato (Settimana 4 - Giorno 22)                                                                  | Eliminato (Settimana 4 - Giorno 22)                                                                  | Eliminato (Settimana 4 - Giorno 22)                                                        | Eliminato (Settimana 4 - Giorno 22)                                                        | Eliminato (Settimana 4 - Giorno 22)                                                        | Eliminato (Settimana 4 - Giorno 22)                                                        | Eliminato (Settimana 4 - Giorno 22)            | Eliminato (Settimana 4 - Giorno 22)            | Eliminato (Settimana 4 - Giorno 22)            | Eliminato (Settimana 4 - Giorno 22)            | Eliminato (Settimana 4 - Giorno 22)          | Eliminato (Settimana 4 - Giorno 22)           | Eliminato (Settimana 4 - Giorno 22)           | Eliminato (Settimana 4 - Giorno 22)           | Eliminato (Settimana 4 - Giorno 22)            | 0                           |
| Pietro                             | Pietro                             | : Samuel                  | Samuel                                     | Maité                                                              | Maité                                        | Nominato                                                           | Nominato                                                           | Nominato                                                           | Alvina                                                             | Ritirato (Settimana 3 - Giorno 19)                                                        | Ritirato (Settimana 3 - Giorno 19)                                  | Ritirato (Settimana 3 - Giorno 19)           | Ritirato (Settimana 3 - Giorno 19)                                                          | Ritirato (Settimana 3 - Giorno 19)                                                          | Ritirato (Settimana 3 - Giorno 19)          | Ritirato (Settimana 3 - Giorno 19)          | Ritirato (Settimana 3 - Giorno 19)          | Ritirato (Settimana 3 - Giorno 19)                                                                   | Ritirato (Settimana 3 - Giorno 19)                                                                   | Ritirato (Settimana 3 - Giorno 19)                                                                   | Ritirato (Settimana 3 - Giorno 19)                                                         | Ritirato (Settimana 3 - Giorno 19)                                                         | Ritirato (Settimana 3 - Giorno 19)                                                         | Ritirato (Settimana 3 - Giorno 19)                                                         | Ritirato (Settimana 3 - Giorno 19)             | Ritirato (Settimana 3 - Giorno 19)             | Ritirato (Settimana 3 - Giorno 19)             | Ritirato (Settimana 3 - Giorno 19)             | Ritirato (Settimana 3 - Giorno 19)           | Ritirato (Settimana 3 - Giorno 19)            | Ritirato (Settimana 3 - Giorno 19)            | Ritirato (Settimana 3 - Giorno 19)            | Ritirato (Settimana 3 - Giorno 19)             | 0                           |
| Maité                              | Maité                              | Artùr                     | Khady                                      | Peppe                                                              | Peppe                                        | Eliminata (Settimana 3 - Giorno 15)                                | Eliminata (Settimana 3 - Giorno 15)                                | Eliminata (Settimana 3 - Giorno 15)                                | Eliminata (Settimana 3 - Giorno 15)                                | Eliminata (Settimana 3 - Giorno 15)                                                       | Eliminata (Settimana 3 - Giorno 15)                                 | Eliminata (Settimana 3 - Giorno 15)          | Eliminata (Settimana 3 - Giorno 15)                                                         | Eliminata (Settimana 3 - Giorno 15)                                                         | Eliminata (Settimana 3 - Giorno 15)         | Eliminata (Settimana 3 - Giorno 15)         | Eliminata (Settimana 3 - Giorno 15)         | Eliminata (Settimana 3 - Giorno 15)                                                                  | Eliminata (Settimana 3 - Giorno 15)                                                                  | Eliminata (Settimana 3 - Giorno 15)                                                                  | Eliminata (Settimana 3 - Giorno 15)                                                        | Eliminata (Settimana 3 - Giorno 15)                                                        | Eliminata (Settimana 3 - Giorno 15)                                                        | Eliminata (Settimana 3 - Giorno 15)                                                        | Eliminata (Settimana 3 - Giorno 15)            | Eliminata (Settimana 3 - Giorno 15)            | Eliminata (Settimana 3 - Giorno 15)            | Eliminata (Settimana 3 - Giorno 15)            | Eliminata (Settimana 3 - Giorno 15)          | Eliminata (Settimana 3 - Giorno 15)           | Eliminata (Settimana 3 - Giorno 15)           | Eliminata (Settimana 3 - Giorno 15)           | Eliminata (Settimana 3 - Giorno 15)            | 5                           |
| Peppe                              | Peppe                              | : Samuel                  | Samuel                                     | Daniele                                                            | Maité                                        | Ritirato (Settimana 2 - Giorno 12)                                 | Ritirato (Settimana 2 - Giorno 12)                                 | Ritirato (Settimana 2 - Giorno 12)                                 | Ritirato (Settimana 2 - Giorno 12)                                 | Ritirato (Settimana 2 - Giorno 12)                                                        | Ritirato (Settimana 2 - Giorno 12)                                  | Ritirato (Settimana 2 - Giorno 12)           | Ritirato (Settimana 2 - Giorno 12)                                                          | Ritirato (Settimana 2 - Giorno 12)                                                          | Ritirato (Settimana 2 - Giorno 12)          | Ritirato (Settimana 2 - Giorno 12)          | Ritirato (Settimana 2 - Giorno 12)          | Ritirato (Settimana 2 - Giorno 12)                                                                   | Ritirato (Settimana 2 - Giorno 12)                                                                   | Ritirato (Settimana 2 - Giorno 12)                                                                   | Ritirato (Settimana 2 - Giorno 12)                                                         | Ritirato (Settimana 2 - Giorno 12)                                                         | Ritirato (Settimana 2 - Giorno 12)                                                         | Ritirato (Settimana 2 - Giorno 12)                                                         | Ritirato (Settimana 2 - Giorno 12)             | Ritirato (Settimana 2 - Giorno 12)             | Ritirato (Settimana 2 - Giorno 12)             | Ritirato (Settimana 2 - Giorno 12)             | Ritirato (Settimana 2 - Giorno 12)           | Ritirato (Settimana 2 - Giorno 12)            | Ritirato (Settimana 2 - Giorno 12)            | Ritirato (Settimana 2 - Giorno 12)            | Ritirato (Settimana 2 - Giorno 12)             | 7                           |
| Francesco                          | Francesco                          | Non in gara               | Non votante                                | Artùr                                                              | Espulso (Settimana 2 - Giorno 10)            | Espulso (Settimana 2 - Giorno 10)                                  | Espulso (Settimana 2 - Giorno 10)                                  | Espulso (Settimana 2 - Giorno 10)                                  | Espulso (Settimana 2 - Giorno 10)                                  | Espulso (Settimana 2 - Giorno 10)                                                         | Espulso (Settimana 2 - Giorno 10)                                   | Espulso (Settimana 2 - Giorno 10)            | Espulso (Settimana 2 - Giorno 10)                                                           | Espulso (Settimana 2 - Giorno 10)                                                           | Espulso (Settimana 2 - Giorno 10)           | Espulso (Settimana 2 - Giorno 10)           | Espulso (Settimana 2 - Giorno 10)           | Espulso (Settimana 2 - Giorno 10)                                                                    | Espulso (Settimana 2 - Giorno 10)                                                                    | Espulso (Settimana 2 - Giorno 10)                                                                    | Espulso (Settimana 2 - Giorno 10)                                                          | Espulso (Settimana 2 - Giorno 10)                                                          | Espulso (Settimana 2 - Giorno 10)                                                          | Espulso (Settimana 2 - Giorno 10)                                                          | Espulso (Settimana 2 - Giorno 10)              | Espulso (Settimana 2 - Giorno 10)              | Espulso (Settimana 2 - Giorno 10)              | Espulso (Settimana 2 - Giorno 10)              | Espulso (Settimana 2 - Giorno 10)            | Espulso (Settimana 2 - Giorno 10)             | Espulso (Settimana 2 - Giorno 10)             | Espulso (Settimana 2 - Giorno 10)             | Espulso (Settimana 2 - Giorno 10)              | 2                           |
| Luce                               | Luce                               | Aras                      | Edoardo                                    | Eliminata (Settimana 2 - Giorno 8)                                 | Eliminata (Settimana 2 - Giorno 8)           | Eliminata (Settimana 2 - Giorno 8)                                 | Eliminata (Settimana 2 - Giorno 8)                                 | Eliminata (Settimana 2 - Giorno 8)                                 | Eliminata (Settimana 2 - Giorno 8)                                 | Eliminata (Settimana 2 - Giorno 8)                                                        | Eliminata (Settimana 2 - Giorno 8)                                  | Eliminata (Settimana 2 - Giorno 8)           | Eliminata (Settimana 2 - Giorno 8)                                                          | Eliminata (Settimana 2 - Giorno 8)                                                          | Eliminata (Settimana 2 - Giorno 8)          | Eliminata (Settimana 2 - Giorno 8)          | Eliminata (Settimana 2 - Giorno 8)          | Eliminata (Settimana 2 - Giorno 8)                                                                   | Eliminata (Settimana 2 - Giorno 8)                                                                   | Eliminata (Settimana 2 - Giorno 8)                                                                   | Eliminata (Settimana 2 - Giorno 8)                                                         | Eliminata (Settimana 2 - Giorno 8)                                                         | Eliminata (Settimana 2 - Giorno 8)                                                         | Eliminata (Settimana 2 - Giorno 8)                                                         | Eliminata (Settimana 2 - Giorno 8)             | Eliminata (Settimana 2 - Giorno 8)             | Eliminata (Settimana 2 - Giorno 8)             | Eliminata (Settimana 2 - Giorno 8)             | Eliminata (Settimana 2 - Giorno 8)           | Eliminata (Settimana 2 - Giorno 8)            | Eliminata (Settimana 2 - Giorno 8)            | Eliminata (Settimana 2 - Giorno 8)            | Eliminata (Settimana 2 - Giorno 8)             | 2                           |
| Francesca                          | Francesca                          | Artùr                     | Ritirata (Settimana 1 - Giorno 4)          | Ritirata (Settimana 1 - Giorno 4)                                  | Ritirata (Settimana 1 - Giorno 4)            | Ritirata (Settimana 1 - Giorno 4)                                  | Ritirata (Settimana 1 - Giorno 4)                                  | Ritirata (Settimana 1 - Giorno 4)                                  | Ritirata (Settimana 1 - Giorno 4)                                  | Ritirata (Settimana 1 - Giorno 4)                                                         | Ritirata (Settimana 1 - Giorno 4)                                   | Ritirata (Settimana 1 - Giorno 4)            | Ritirata (Settimana 1 - Giorno 4)                                                           | Ritirata (Settimana 1 - Giorno 4)                                                           | Ritirata (Settimana 1 - Giorno 4)           | Ritirata (Settimana 1 - Giorno 4)           | Ritirata (Settimana 1 - Giorno 4)           | Ritirata (Settimana 1 - Giorno 4)                                                                    | Ritirata (Settimana 1 - Giorno 4)                                                                    | Ritirata (Settimana 1 - Giorno 4)                                                                    | Ritirata (Settimana 1 - Giorno 4)                                                          | Ritirata (Settimana 1 - Giorno 4)                                                          | Ritirata (Settimana 1 - Giorno 4)                                                          | Ritirata (Settimana 1 - Giorno 4)                                                          | Ritirata (Settimana 1 - Giorno 4)              | Ritirata (Settimana 1 - Giorno 4)              | Ritirata (Settimana 1 - Giorno 4)              | Ritirata (Settimana 1 - Giorno 4)              | Ritirata (Settimana 1 - Giorno 4)            | Ritirata (Settimana 1 - Giorno 4)             | Ritirata (Settimana 1 - Giorno 4)             | Ritirata (Settimana 1 - Giorno 4)             | Ritirata (Settimana 1 - Giorno 4)              | 1                           |
|                                    |                                    |                           |                                            |                                                                    |                                              |                                                                    |                                                                    |                                                                    |                                                                    |                                                                                           |                                                                     |                                              |                                                                                             |                                                                                             |                                             |                                             |                                             | | | |                                                                                            |                                                                                            |                                                                                            |                                                                                            |                                                |                                                |                                                |                                                |                                              |                                               |                                               |                                               |                                                |                             |
| Annotazioni                        | Annotazioni                        | [ N 1 ]                   | [ N 2 ]                                    | [ N 3 ] [ N 4 ]                                                    | [ N 5 ] [ N 6 ]                              | [ N 7 ] [ N 8 ]                                                    | [ N 7 ] [ N 8 ]                                                    | [ N 7 ] [ N 8 ]                                                    | [ N 7 ] [ N 8 ]                                                    | –                                                                                         | [ N 9 ]                                                             | [ N 10 ]                                     | [ N 11 ]                                                                                    | [ N 11 ]                                                                                    | [ N 11 ]                                    | [ N 11 ]                                    | [ N 11 ]                                    | [ N 12 ]                                                                                             | [ N 12 ]                                                                                             | [ N 12 ]                                                                                             | [ N 13 ] [ N 14 ]                                                                          | [ N 13 ] [ N 14 ]                                                                          | [ N 13 ] [ N 14 ]                                                                          | [ N 13 ] [ N 14 ]                                                                          | [ N 15 ]                                       | [ N 15 ]                                       | [ N 15 ]                                       | [ N 15 ]                                       | –                                            | –                                             | –                                             | –                                             | –                                              |                             |
| Nominati                           | dal leader                         | Joe                       | Peppe                                      | Joe                                                                | Alvina                                       | Nessuno                                                            | Nessuno                                                            | Nessuno                                                            | Joe                                                                | Marina                                                                                    | Artur                                                               | Alvina Khady                                 | Nessuno                                                                                     | Aras                                                                                        | Nessuno                                     | Edoardo                                     | Edoardo                                     | Nessuno                                                                                              | Nessuno                                                                                              | Stoppa                                                                                               | Nessuno                                                                                    | Edoardo                                                                                    | Nessuno                                                                                    | Artùr                                                                                      | Nessuno                                        | Nessuno                                        | Nessuno                                        | Aras                                           | Nessuno                                      | Nessuno                                       | Nessuno                                       | Nessuno                                       | Nessuno                                        |                             |
| Nominati                           | dal gruppo                         | Artùr Luce                | Khady Samuel                               | Artùr Daniele Francesco Peppe                                      | Khady Maité Peppe                            | Nessuno                                                            | Nessuno                                                            | Nessuno                                                            | Daniele Khady                                                      | Artùr Khady Rosanna                                                                       | Rosanna Samuel                                                      | Artur Valentina                              | Nessuno                                                                                     | Artùr Greta                                                                                 | Nessuno                                     | Artùr Dario                                 | Artùr Dario                                 | Nessuno                                                                                              | Nessuno                                                                                              | Artùr Linda                                                                                          | Nessuno                                                                                    | Karina Khady                                                                               | Nessuno                                                                                    | Karina Samuel                                                                              | Nessuno                                        | Nessuno                                        | Nessuno                                        | Alvina Edoardo                                 | Nessuno                                      | Nessuno                                       | Nessuno                                       | Nessuno                                       | Nessuno                                        |                             |
| Nominati                           | alternativi                        | Samuel                    | Nessuno                                    | Nessuno                                                            | Nessuno                                      | Daniele Marina Pietro                                              | Nessuno                                                            | Nessuno                                                            | Nessuno                                                            | Nessuno                                                                                   | Nessuno                                                             | Samuel                                       | Alvina Artùr Khady Valentina                                                                | Nessuno                                                                                     | Artùr Greta                                 | Nessuno                                     | Nessuno                                     | Nessuno                                                                                              | Nessuno                                                                                              | Nessuno                                                                                              | Nessuno                                                                                    | Nessuno                                                                                    | Nessuno                                                                                    | Nessuno                                                                                    | Nessuno                                        | Nessuno                                        | Nessuno                                        | Nessuno                                        | Nessuno                                      | Nessuno                                       | Nessuno                                       | Aras Samuel                                   | Aras Samuel                                    |                             |
| Nominati                           | dopo una prova                     | Nessuno                   | Luce                                       | Nessuno                                                            | Artùr                                        | Nessuno                                                            | Pietro                                                             | Sonny Rosanna                                                      | Nessuno                                                            | Nessuno                                                                                   | Nessuno                                                             | Nessuno                                      | Nessuno                                                                                     | Nessuno                                                                                     | Nessuno                                     | Karina Linda                                | Nessuno                                     | Karina                                                                                               | Matilde                                                                                              | Nessuno                                                                                              | Artùr                                                                                      | Nessuno                                                                                    | Nessuno                                                                                    | Nessuno                                                                                    | Edoardo                                        | Matilde Samuel                                 | Nessuno                                        | Nessuno                                        | Artùr Samuel                                 | Alvina Aras                                   | Aras Stoppa                                   | Nessuno                                       | Nessuno                                        |                             |
| Salvati dal televoto               | Salvati dal televoto               | Nessuno                   | Samuel 33% per salvare Joe 31% per salvare | Peppe 36% per salvare Samuel 27% per salvare Khady 23% per salvare | Peppe 41% per salvare Joe 28% per salvare    | Alvina 32% per salvare Artùr 31% per salvare Khady 26% per salvare | Alvina 32% per salvare Artùr 31% per salvare Khady 26% per salvare | Alvina 32% per salvare Artùr 31% per salvare Khady 26% per salvare | Alvina 32% per salvare Artùr 31% per salvare Khady 26% per salvare | Joe 49% per salvare Khady 17% per salvare Rosanna 15% per salvare Daniele 10% per salvare | Rosanna 34% per salvare Khady 25% per salvare Artùr 23% per salvare | Samuel 48% per salvare Artùr 27% per salvare | Samuel 40% per salvare                                                                      | Samuel 40% per salvare                                                                      | Aras 59% per salvare                        | Aras 59% per salvare                        | Aras 59% per salvare                        | Edoardo 52,93% per salvare Artùr 27,80% per salvare Karina 6,80% per salvare Linda 6,47% per salvare | Edoardo 52,93% per salvare Artùr 27,80% per salvare Karina 6,80% per salvare Linda 6,47% per salvare | Edoardo 52,93% per salvare Artùr 27,80% per salvare Karina 6,80% per salvare Linda 6,47% per salvare | Stoppa 49% per salvare Matilde 21% per salvare Artùr 17% per salvare Karina 7% per salvare | Stoppa 49% per salvare Matilde 21% per salvare Artùr 17% per salvare Karina 7% per salvare | Stoppa 49% per salvare Matilde 21% per salvare Artùr 17% per salvare Karina 7% per salvare | Stoppa 49% per salvare Matilde 21% per salvare Artùr 17% per salvare Karina 7% per salvare | Samuel 55% per salvare Artùr 30% per salvare   | Samuel 55% per salvare Artùr 30% per salvare   | Samuel 55% per salvare Artùr 30% per salvare   | Samuel 55% per salvare Artùr 30% per salvare   | Aras 67% per salvare                         | Aras 67% per salvare                          | Aras 67% per salvare                          | Aras 67% per salvare                          | Aras 67% per salvare                           |                             |
| Eliminati/Non salvati dal televoto | Eliminati/Non salvati dal televoto | Nessuno                   | Artùr 22% per salvare Luce 14% per salvare | Luce 14% per salvare                                               | Artùr 23% per salvare Daniele 8% per salvare | Maité 11% per salvare                                              | Maité 11% per salvare                                              | Maité 11% per salvare                                              | Maité 11% per salvare                                              | Sonny 9% per salvare                                                                      | Marina 18% per salvare                                              | Rosanna 25% per salvare                      | Alvina 22% per salvare Artùr 16% per salvare Khady 13% per salvare Valentina 9% per salvare | Alvina 22% per salvare Artùr 16% per salvare Khady 13% per salvare Valentina 9% per salvare | Artùr 24% per salvare Greta 17% per salvare | Artùr 24% per salvare Greta 17% per salvare | Artùr 24% per salvare Greta 17% per salvare | Dario 5,99% per salvare                                                                              | Dario 5,99% per salvare                                                                              | Dario 5,99% per salvare                                                                              | Linda 6% per salvare                                                                       | Linda 6% per salvare                                                                       | Linda 6% per salvare                                                                       | Linda 6% per salvare                                                                       | Karina 15% per salvare                         | Karina 15% per salvare                         | Karina 15% per salvare                         | Karina 15% per salvare                         | Edoardo 33% per salvare                      | Edoardo 33% per salvare                       | Edoardo 33% per salvare                       | Edoardo 33% per salvare                       | Edoardo 33% per salvare                        |                             |
| Televoti alternativi/flash         | Televoti alternativi/flash         | Nessuno                   | Nessuno                                    | Nessuno                                                            | Nessuno                                      | Marina 75% per rendere immune                                      | Marina 75% per rendere immune                                      | Marina 75% per rendere immune                                      | Marina 75% per rendere immune                                      | Nessuno                                                                                   | Nessuno                                                             | Nessuno                                      | Alvina 9% per eliminare Artùr 10% per eliminare Khady 39% per eliminare                     | Alvina 9% per eliminare Artùr 10% per eliminare Khady 39% per eliminare                     | Artùr 33% per eliminare                     | Artùr 33% per eliminare                     | Artùr 33% per eliminare                     | Nessuno                                                                                              | Nessuno                                                                                              | Nessuno                                                                                              | Edoardo 54% per salvare Artùr 25% per salvare Karina 11% per salvare                       | Edoardo 54% per salvare Artùr 25% per salvare Karina 11% per salvare                       | Edoardo 54% per salvare Artùr 25% per salvare Karina 11% per salvare                       | Edoardo 54% per salvare Artùr 25% per salvare Karina 11% per salvare                       | Edoardo 40% per salvare                        | Edoardo 40% per salvare                        | Edoardo 40% per salvare                        | Edoardo 40% per salvare                        | Samuel 38% per eliminare                     | Aras 29% per eliminare                        | Aras 32% per eliminare                        | Aras 69% per vincere                          | Aras 69% per vincere                           |                             |
| Televoti alternativi/flash         | Televoti alternativi/flash         | Nessuno                   | Nessuno                                    | Nessuno                                                            | Nessuno                                      | Pietro 16% per rendere immune Daniele 9% per rendere immune        | Pietro 16% per rendere immune Daniele 9% per rendere immune        | Pietro 16% per rendere immune Daniele 9% per rendere immune        | Pietro 16% per rendere immune Daniele 9% per rendere immune        | Nessuno                                                                                   | Nessuno                                                             | Nessuno                                      | Valentina 42% per eliminare                                                                 | Valentina 42% per eliminare                                                                 | Greta 67% per eliminare                     | Greta 67% per eliminare                     | Greta 67% per eliminare                     | Nessuno                                                                                              | Nessuno                                                                                              | Nessuno                                                                                              | Khady 10% per salvare                                                                      | Khady 10% per salvare                                                                      | Khady 10% per salvare                                                                      | Khady 10% per salvare                                                                      | Samuel 32% per salvare Matilde 28% per salvare | Samuel 32% per salvare Matilde 28% per salvare | Samuel 32% per salvare Matilde 28% per salvare | Samuel 32% per salvare Matilde 28% per salvare | Artùr 62% per eliminare                      | Alvina 71% per eliminare                      | Stoppa 68% per eliminare                      | Samuel 31% per vincere                        | Samuel 31% per vincere                         |                             |
| Eliminati dopo una prova           | Eliminati dopo una prova           | Nessuno                   | Nessuno                                    | Nessuno                                                            | Nessuno                                      | Nessuno                                                            | Nessuno                                                            | Nessuno                                                            | Nessuno                                                            | Nessuno                                                                                   | Nessuno                                                             | Nessuno                                      | Nessuno                                                                                     | Nessuno                                                                                     | Nessuno                                     | Nessuno                                     | Nessuno                                     | Nessuno                                                                                              | Nessuno                                                                                              | Nessuno                                                                                              | Nessuno                                                                                    | Nessuno                                                                                    | Nessuno                                                                                    | Nessuno                                                                                    | Matilde                                        | Matilde                                        | Matilde                                        | Matilde                                        | Nessuno                                      | Nessuno                                       | Nessuno                                       | Nessuno                                       | Nessuno                                        |                             |
| Naufraghi su isole alternative     | Naufraghi su isole alternative     | Alvina Khady Peppe Pietro | Nessuno                                    | Nessuno                                                            | Rosanna Sonny                                | Pietro                                                             | Pietro                                                             | Pietro                                                             | Pietro                                                             | Nessuno                                                                                   | Nessuno                                                             | Nessuno                                      | Samuel Stoppa                                                                               | Samuel Stoppa                                                                               | Nessuno                                     | Nessuno                                     | Nessuno                                     | Nessuno                                                                                              | Nessuno                                                                                              | Nessuno                                                                                              | Nessuno                                                                                    | Nessuno                                                                                    | Nessuno                                                                                    | Nessuno                                                                                    | Nessuno                                        | Nessuno                                        | Nessuno                                        | Samuel                                         | Nessuno                                      | Nessuno                                       | Nessuno                                       | Nessuno                                       | Nessuno                                        |                             |
| Nuovi sbarchi                      | Nuovi sbarchi                      | Nessuno                   | Francesco Benigno, Daniele Radini Tedeschi | Nessuno                                                            | Rosanna Lodi, Sonny Olumati                  | Nessuno                                                            | Nessuno                                                            | Nessuno                                                            | Nessuno                                                            | Nessuno                                                                                   | Nessuno                                                             | Dario Cassini, Karina Sapsai, Linda Morselli | Nessuno                                                                                     | Nessuno                                                                                     | Nessuno                                     | Nessuno                                     | Nessuno                                     | Nessuno                                                                                              | Nessuno                                                                                              | Nessuno                                                                                              | Nessuno                                                                                    | Nessuno                                                                                    | Nessuno                                                                                    | Nessuno                                                                                    | Nessuno                                        | Nessuno                                        | Nessuno                                        | Nessuno                                        | Nessuno                                      | Nessuno                                       | Nessuno                                       | Nessuno                                       | Nessuno                                        |                             |
| Ritirati                           | Ritirati                           | Nessuno                   | Francesca                                  | Nessuno                                                            | Peppe                                        | Nessuno                                                            | Nessuno                                                            | Nessuno                                                            | Nessuno                                                            | Pietro                                                                                    | Daniele                                                             | Joe                                          | Nessuno                                                                                     | Nessuno                                                                                     | Nessuno                                     | Nessuno                                     | Nessuno                                     | Nessuno                                                                                              | Nessuno                                                                                              | Nessuno                                                                                              | Nessuno                                                                                    | Nessuno                                                                                    | Nessuno                                                                                    | Nessuno                                                                                    | Nessuno                                        | Nessuno                                        | Nessuno                                        | Nessuno                                        | Nessuno                                      | Nessuno                                       | Nessuno                                       | Nessuno                                       | Nessuno                                        |                             |
| Espulsi                            | Espulsi                            | Nessuno                   | Nessuno                                    | Nessuno                                                            | Francesco                                    | Nessuno                                                            | Nessuno                                                            | Nessuno                                                            | Nessuno                                                            | Nessuno                                                                                   | Nessuno                                                             | Nessuno                                      | Nessuno                                                                                     | Nessuno                                                                                     | Nessuno                                     | Nessuno                                     | Nessuno                                     | Nessuno                                                                                              | Nessuno                                                                                              | Nessuno                                                                                              | Nessuno                                                                                    | Nessuno                                                                                    | Nessuno                                                                                    | Nessuno                                                                                    | Nessuno                                        | Nessuno                                        | Nessuno                                        | Nessuno                                        | Nessuno                                      | Nessuno                                       | Nessuno                                       | Nessuno                                       | Nessuno                                        |                             |

- Artùr Dainese, con 36 nomination ricevute, è il concorrente più nominato di tutta la storia de L'isola dei famosi, superando il record precedentemente detenuto da Nicolas Vaporidis e Nick Luciani nella sedicesima edizione (34).

## Cronologia degli episodi

### Prima puntata
Dopo che sono state mostrate le immagini delle precedenti edizioni, inizia la nuova edizione inizialmente presentata dalla voce dello Spirito dell'Isola. La nuova conduttrice, Vladimir Luxuria, subentrata ad Ilary Blasi, accende lo studio e presenta i nuovi opinionisti, Dario Maltese e Sonia Bruganelli. Successivamente si collega con Elenoire Casalegno, nuova inviata dell'isola. Successivamente vengono presentati i concorrenti pronti a sbarcare su Playa Palapa. Si parte col primo elicottero pronto a far sbarcare i primi naufraghi: vengono mostrate le clip di presentazione dei primi tre concorrenti, ovvero Samuel Peron, Marina Suma ed Aras Şenol. Si prosegue col secondo elicottero che presenta altri quattro nuovi naufraghi: Matilde Brandi, Artùr Dainese, Francesca Bergesio ed Edoardo Stoppa. La puntata continua con la presentazione di tre ulteriori naufraghi, sbarcanti sull'isola attraverso un cayuco: Joe Bastianich, Greta Zuccarello e Valentina Vezzali. La presentazione di tutti naufraghi, appartenenti alla categoria dei Famosi, si conclude con l'arrivo dell'ultimo elicottero e la presentazione di altri tre naufraghi: Edoardo Franco, Luce Caponegro e Maité Yanes. Successivamente viene presentato il gruppo di naufraghi, appartenenti alla categoria dei Non Famosi e residente su Playa Espinada, composto da: Khady Gueye, Peppe Di Napoli, Pietro Fanelli ed Alvina Verecondi Scortecci. Successivamente il gruppo di naufraghi Famosi viene suddiviso in uomini e donne, per permettere di decretare i due aspiranti leader della settimana. Dopo una prova ad ostacoli tra mare e spiaggia, Artùr Dainese e Greta Zuccarello risultano i vincitori. Sempre i naufraghi Famosi fanno ingresso per la prima volta nella Palapa, dove vengono a conoscenza del gruppo dei naufraghi Non Famosi e del pensiero di essi su alcuni di loro. La puntata prosegue con la Prova leader, che per la puntata è la Prova del fuoco: con un ex aequo sul tempo di resistenza massimo imposto dalla produzione (di 3 minuti ed 8 secondi), da parte di entrambi i naufraghi aspiranti, la decisione sulla nomina di leader spetta al resto del gruppo dei naufraghi Famosi, che a maggioranza vota per Greta Zuccarello, che oltre al titolo ottiene l'immunità dalle nomination. La puntata si conclude con le nomination: i nominati della puntata sono Artùr e Luce (nominati dal gruppo), Joe (nominato dalla leader Greta) e Samuel (nominato, di comune accordo, dal gruppo dei Non Famosi - che oltre l'immunità avevano la possibilità di mandare direttamente al televoto proprio un concorrente appartenente al gruppo dei Famosi).

### Seconda puntata
La seconda puntata si apre mostrando i temi principali proprio della stessa, introdotti dalla conduttrice. Dopo un primo collegamento con i naufraghi a Playa Palapa vengono mostrate le prime immagini dei giorni trascorsi dai naufraghi Famosi sopra Playa Coco. In seguito avviene, sempre su Playa Palapa, la Cerimonia della savatión, che decreta i due naufraghi perdenti al televoto e di conseguenza i due salvi: con il 33% Samuel e il 31% Joe si salvano, comportando Artùr con il 22% e Luce con il 14% ancora a rischio eliminazione, portandoli a doversi sfidare, per la salvezza, in una ulteriore sfida. La puntata prosegue con la conduttrice che apre il collegamento con i naufraghi Non Famosi su Playa Espinada, mostrando poi le immagini dei giorni trascorsi da loro sull'isola. Successivamente gli stessi naufraghi vengono fatti salire su di una imbarcazione, diretta verso il gruppo dei naufraghi Famosi, permettendo l'uninione delle due fazioni. In seguito vengono rivelato, mostrando la loro clip di presentazione, altri due nuovi naufraghi pronti a sbarcare sull'isola: Francesco Benigno e Daniele Radini Tedeschi. La puntata prosegue svolgendo la Prova ricompensa, con in premio il fuoco per i naufraghi, che però non viene superata dagli stessi. Successivamente i naufraghi Non Famosi raggiungono quelli Famosi nella Tana dei serpenti, comportando l'unione definitiva dei due gruppi. In seguito gli ex naufraghi Non Famosi, detentori dell'immunità, vengono chiamati a difendere tale sfidando un ex naufrago Famoso: Khady sceglie Matilde, Peppe sceglie Joe, Pietro sceglie Edoardo mentre Alvina sceglie Marina. La prova si svolge non a duelli, ma contemporaneamente per tutti gli otto naufraghi. I quattro vincitori della prova sono: Matilde, Marina, Pietro ed Alvina che ottengo l'immunità dalle nomination per il televoto ad eliminazione diretta. La puntata prosegue con l'ingresso nella Palapa dove sono presenti tutti i naufraghi e con l'annuncio del ritiro forzato di Francesca Bergesio, a causa di un infortunio. In seguito i naufraghi vengono suddivisi in uomoni e donne per decretare, tramite due prove distinte (resistenza in pendenza per gli uomini e apnea sottomarina per le donne) i due aspiranti leader della settimana: i vincitori Stoppa e Valentina vengono posti sotto il giudizio degli altri naufraghi, che a maggioranza eleggono Stoppa leader. Successivamente la conduttrice si collega con Aras e Greta, isolati dal resto del gruppo a causa della positività al COVID-19, costringendo i due ad attendere la negativizzazione da tale, prima di rientrare in gioco. La puntata si conclude con le nomination: i nominati, per il televoto ad eliminazione diretta, della puntata, sono: Khady e Samuel (nominati dal gruppo), Peppe (nominato dal leader Stoppa) e Luce (direttamente in nomination per aver perso nella prova di salvezza dal televoto).

### Terza puntata
La terza puntata si apre mostrando i temi principali proprio della stessa, introdotti dalla conduttrice. Dopo un primo collegamento con i naufraghi nella Palapa, con Greta rientrata in gioco dopo la negativizzazione, vengono mostrate le prime immagini dei giorni trascorsi dai naufraghi sopra Playa Espinada, e in particolare dei naufraghi al televoto per l'eliminazione: Samuel, Khady, Luce e Peppe, che al termine del filmato si confrontano con gli opinionisti in studio. Successivamente viene chiesto a loro di fare un appello per sé stessi, al termine dei quale viene chiuso ufficialmente il televoto, del quale ne viene rivelato subito l'esito. Con il 14% dei voti (contro il 36% di Peppe, il 27% di Samuel e il 23% di Khady), Luce Caponegro è eliminata e abbandona definitivamente il programma. La puntata prosegue mostrando gli scontri, nei precedenti giorni, tra i naufraghi e i nuovi arrivati, l'accensione del fuoco sull'isola, discutendone in seguito con gli opinionisti in studio. Successivamente avvengono i duelli tra i 4 immuni della puntata precedente, che per mantenerla si dovranno sfidare l'uno contro l'altro/a in una prova a due. Per decidere lo sfidante viene chiesto ai quattro naufraghi di pescare un bastoncino che se trovato con base rossa li permette il privilegio di decidersi lo/la sfidante. Matilde, pescando tale bastoncino decide di sfidare Alvina, portando di conseguenza Marina e Pietro al secondo duello. Al termine dei due duelli (il secondo annullato per infortunio di Marina), vengono ufficializzati i naufraghi immuni: Alvina, che vincendo ottiene l'immunità per sé stessa e regalandola anche a Khady, e Marina e Pietro, immuni entrambi per annullamento della prova. In seguito i naufraghi vengono suddivisi in uomoni e donne per decretare, tramite due prove distinte (equilibrio e resistenza per gli uomini e resistenza in pendenza per le donne) i due aspiranti leader della settimana: i vincitori Samuel e Greta vengono fatti sfidare nella Prova del fuoco con equilibrio, e con un tempo maggiore rispetto a quello di Greta, Samuel ottiene la vittoria e il titolo di leader. Successivamente la conduttrice si collega con Aras ed Edoardo, isolati dal resto del gruppo a causa della positività al COVID-19, costringendo i due ad attendere la negativizzazione da tale, prima di rientrare in gioco. La puntata si conclude con le nomination: i nominati, per il televoto, della puntata, sono: Peppe, Francesco, Daniele ed Artùr (nominati dal gruppo) e Joe (nominato dal leader Samuel). A seguito della squalifica dal gioco, nel giorno 10, di Francesco Benigno, il televoto viene chiuso e riaperto, però, tra gli stessi sfidanti escluso quest'ultimo.

### Quarta puntata
La quarta puntata si apre mostrando i temi principali proprio della stessa, introdotti dalla conduttrice. Dopo un primo collegamento con i naufraghi nella Palapa, con Marina rientrata in gioco dopo l'infortunio, vengono mostrate le immagini dei giorni precedenti, trascorsi dai naufraghi sopra Playa Espinada discutendo con gli opinionisti in studio anche degli scontri avvenuti tra alcuni concorrenti durante la settimana. In seguito avviene, sempre su Playa Palapa, la Cerimonia della savatión, che decreta i due naufraghi perdenti al televoto e di conseguenza i due salvi: con il 41% Peppe e il 28% Joe si salvano, comportando Artùr con il 23% e Daniele con l'8% ancora a rischio eliminazione, portandoli a doversi sfidare, per la salvezza, in una ulteriore sfida. Successivamente vengono presentati due nuovi naufraghi, che però, per il momento, non si aggiungono al gruppo dei concorrenti ufficiali, e sono: Rosanna Lodi e Sonny Olumaty. La puntata prosegue tra sorprese per i naufraghi (con collegamenti dall'Italia) e dibattendo sugli scontri avvenuti sempre in settimana, sull'isola. Successivamente avviene la prova di selezione per i candidati leader (svolta a coppie), che vede la vittoria di Matilde e Samuel, che in seguito si sfidano nella Prova del fuoco con equilibrio, portando alla elezione di leader proprio Samuel. La puntata prosegue svolgendo la Prova ricompensa, destinata solo ad Alvina, che superandola decide di condividerla con Peppe. In seguito avviene la prova di puntata per decidere l'immunità da assegnare: al termine della stessa Pietro, vincendo la stessa, ottiene l'immunità per sé stesso e per un altro naufrago a cui cederla (in questo caso Daniele). In puntata viene comunicato che Aras ed Edoardo sono assenti, in quanto ancora non negativizzati. Successivamente viene chiesto al gruppo di naufraghi di votare, indicando un solo nome, per un concorrente da mandare in missione speciale (segreta ai naufraghi - aiutare nella costruzione di una imbarcazione Rosanna e Sonny, su un'isola differente da quella dei naufraghi), pertanto il più votato, che risulta Stoppa, parte in missione. La puntata si conclude con le nomination: i nominati della puntata sono Peppe, Khady e Maité (nominati dal gruppo), Alvina (nominata dal leader Samuel) e Artùr (direttamente in nomination per aver perso nella prova di salvezza dal televoto). A seguito del ritiro dal gioco, nel giorno 12, di Peppe Di Napoli, il televoto viene chiuso e riaperto, però, tra gli stessi sfidanti escluso quest'ultimo.

### Quinta puntata
La quinta puntata si apre mostrando i temi principali proprio della stessa, introdotti dalla conduttrice. Dopo un primo collegamento con i naufraghi su Playa Palapa, con Rosanna e Sonny uniti al gruppo dei naufraghi, vengono mostrate le immagini dei giorni trascorsi dai naufraghi sopra Playa Espinada, e in particolare dei naufraghi al televoto per l'eliminazione: Alvina, Khady, Artùr e Maité, che al termine del filmato si confrontano prima della chiusura del televoto, avvenuta subito dopo. Con l'11% dei voti (contro il 32% di Alvina, il 31% di Artùr e il 26% di Khady), Maité Yanes è eliminata e abbandona definitivamente il programma. La puntata procede con l'ingresso nella Palapa di Aras ed Edoardo, entrambi negativizzati e si segue discutendo del precedente furto di cibo avvenuto da parte dei naufraghi ad alcuni addetti della produzione, che porta il programma a togliere il fuoco che avevano i concorrenti sull'isola. In seguito Marina, Pietro e Daniele (precedentemente immuni) si sfidano in un televoto flash che permette, successivamente, (al più votato) di rimanere tale, consegnando non solo a sé, ma anche ad un altro naufrago, la stessa immunità. Con il 75% delle preferenze Marina (contro il 16% di Pietro e il 9% di Daniele) ottiene l'immunità per sé e Valentina. La puntata prosegue tra il racconto delle storie di alcuni concorrenti e lo svolgimento, in seguito, della Prova ricompensa, svolta tra due squadre capitanate rispettivamente da Matilde e Valentina, che vede successivamente la vittoria della prima. A seguito di una catena di salvataggio tra la squadra perdente, Pietro (non salvato da nessuno) va direttamente in nomination per il televoto ad eliminazione. In seguito alle due prove di selezione per gli aspiranti leader (che vede vincitori Aras e Artùr - successivamente vincitori entrambi e allo stesso modo leader dopo la vittoria nella Prova del fuoco con equilibrio), avvengono altre due catene di salvataggio tra i naufraghi (suddivisi per la prova di selezione in due gruppi) e al termine delle stesse, i concorrenti Sonny e Rosanna (non salvati da nessuno) vanno anche loro direttamente in nomination per il televoto ad eliminazione. Successivamente viene chiesto dalla produzione a Pietro di andare in missione speciale (vivere per tre giorni, su un'isola differente da quella dei naufraghi, completamente solo) con in premio una ricompensa di rete da pesca, 1 chilo di pasta e due pomodori; pertanto il naufrago accetta e parte in missione. La puntata si conclude con le nomination: i nominati della puntata sono Daniele e Khady (nominati dal gruppo), Joe (nominato dai leader Aras e Artùr) e Pietro, Sonny e Rosanna (direttamente in nomination per non essere stati salvati nelle varie catene di salvataggio). A seguito del ritiro dal gioco, nel giorno 19, di Pietro Fanelli, il televoto viene chiuso e riaperto, però, tra gli stessi sfidanti escluso quest'ultimo.

### Sesta puntata
La sesta puntata si apre mostrando i temi principali proprio della stessa, introdotti dalla conduttrice. Dopo un primo collegamento con i naufraghi nella Tana dei serpenti, vengono mostrate le immagini dei giorni trascorsi sopra Playa Espinada e in particolare degli avvenimenti e scontri che hanno visto coinvolti i concorrenti. La puntata prosegue con il confronto di Pietro Fanelli con i restanti naufraghi, prima di abbandonare definitivamente il programma a seguito del suo ritiro. Successivamente viene svolta la Prova ricompensa che vede coinvolti principalmente Joe, Rosanna ed Edoardo che porta quest'ultimo alla vittoria del premio in palio per sé e per i concorrenti che precedentemente avevano scommesso su di lui. La puntata prosegue tra il racconto delle storie di alcuni concorrenti e lo svolgimento della prova di tentazione per Stoppa, che superata mantiene la razione di riso per tutto il gruppo dei naufraghi. In seguito ci si concentra sui naufraghi in nomination, che al termine del filmato si confrontano prima della chiusura del televoto, avvenuta subito dopo. Con il 9% dei voti (contro il 49% di Joe, il 17% di Khady, il 15% di Rosanna e il 10% di Daniele), Sonny Olumati è eliminato e abbandona definitivamente il programma. La puntata prosegue mostrando il filmato relativo al motivo della precedente squalifica avvenuta nei confronti di Francesco Benigno. Successivamente avviene la Prova leader (svolta tra i vincitori della prova di selezione per poterlo diventare), che vede la vittoria di Stoppa e Samuel, che in seguito si sfidano nella Prova del girarrosto, che porta alla elezione di leader, proprio Stoppa. La puntata si conclude con le nomination, che per questa puntata sono da fare con due nomi (per ogni naufrago): i nominati della puntata sono Artùr, Khady e Rosanna (nominati dal gruppo) e Marina (nominata dal leader Stoppa). A seguito del ritiro dal gioco, nel giorno 25, Daniele Radini Tedeschi abbandona definitivamente il programma, lasciando l'isola.

### Settima puntata
La settima puntata si apre mostrando i temi principali proprio della stessa, introdotti dalla conduttrice. Dopo un primo collegamento con i naufraghi nella Tana dei serpenti, vengono mostrate le immagini dei giorni trascorsi sopra Playa Espinada e in particolare degli avvenimenti e scontri che hanno visto coinvolti i concorrenti. In seguito ci si concentra sui naufraghi in nomination, che al termine del filmato si confrontano prima della chiusura del televoto, avvenuta subito dopo. Con il 18% dei voti (contro il 34% di Rosanna, il 25% di Khady e il 23% di Artùr), Marina Suma è eliminata e abbandona definitivamente il programma. La puntata prosegue con l'esecuzione della prima Prova ricompensa, svolta dalle ospiti dell'isola (nonché parenti di alcuni naufraghi), che venendo superata permette ai concorrenti di ottenere il premio in palio. Successivamente si prosegue tra il racconto delle storie di alcuni concorrenti e l'esecuzione della seconda Prova ricompensa (con premio per tutti i naufraghi), svolta da Samuel ed Alvina, anche questa superata. La puntata continua mostrando la prova di selezione per gli aspiranti leader, vedendo vincitori Samuel e Greta, che vengono chiamati (dopo essere stati proclamati entrambi leader della settimana), a formare due squadre - separate sulla stessa isola e con possibilità di interagire fra loro solo in determinati momenti delle giornata - indicando ciascuno, un nome per volta: Greta da formazione alla Squadra Blu (composta da sé stessa, Stoppa, Aras, Joe, Alvina e Valentina) mentre Samuel da formazione alla Squadra Rossa (composta da: sé stesso, Matilde, Edoardo, Artùr e Khady). Si prosegue con la prova immunità che vede sfidarsi i due leader e vincere Greta (portando di conseguenza la vittoria e l'immunità per sé e la sua squadra); si continua eseguendo la terza Prova ricompensa (per Aras ed Edoardo, con premio solo per loro due), superata anche questa. La puntata si conclude con le nomination, che per questa puntata sono rivolte solo sui naufraghi non immuni (quindi appartenenti alla Squadra Rossa): i nominati della puntata sono Rosanna e Samuel (nominati dal gruppo) ed Artùr (nominato dalla leader - vincitrice della prova immunità - Greta).

### Ottava puntata
L'ottava puntata si apre mostrando i temi principali proprio della stessa, introdotti dalla conduttrice. Dopo un primo collegamento con i naufraghi nella Tana dei serpenti, vengono mostrate le immagini dei giorni trascorsi sopra Playa Espinada, divisa in due fazioni per entrambe le squadre (Playa Joya e Playa Tristeza) e in particolare degli avvenimenti e scontri che hanno visto coinvolti i concorrenti. Si prosegue la puntata con il confronto sulla spiaggia tra Rosanna e Greta, dopo il diverbio settimanale che le aveva viste coinvolte. Successivamente avviene la prima Prova ricompensa, con in premio la spiaggia migliore, ovvero Playa Joya, che vede essere conquistata dalla squadra dei Barracudas. Successivamente la conduttrice si collega dal Molo, accogliendo, mostrando con le varie clip di presentazione, i tre nuovi naufraghi pronti a sbarcare sull'isola: Dario Cassini, Linda Morselli e Karina Sapsai, che poco più tardi si uniscono al gruppo dei concorrenti. Successivamente si prosegue tra il racconto delle storie di alcuni concorrenti e la sorpresa per Samuel, concentrandosi però poi sui nominati, a rischio eliminazione, che si confrontano prima della chiusura del televoto, avvenuta subito dopo. Con il 25% dei voti (contro il 48% di Samuel e il 27% di Artùr), Rosanna Lodi è eliminata e abbandona definitivamente il programma, subito dopo aver compiuto, come ultimo gesto, il bacio di giuda nei confronti di Greta. La puntata prosegue svolgendo la seconda Prova ricompensa (superata), riservata solo ad alcuni naufraghi, a seguito dell'obbligatorietà esclusione di altri per una volontà imposta dalla produzione (a causa della prima "maledizione" assegnata a Dario, nuovo naufrago). Successivamente si esegue la prova per l'immunità dalle nomination per sé stessi, avvenuta tra i due leader (vincitori delle rispettive prove di selezione, avvenute in settimana): a seguito di un ex aequo sia Stoppa che Matilde ottengono l'immunità e la possibilità di mandare in nomination diretta (facendo un nome ciascuno) un altro naufrago. In puntata, dopo l'ingresso in Palapa, viene comunicato il ritiro forzato, per motivi di salute, di Joe Bastianich, che abbandona definitivamente l'isola. La puntata si conclude con le nomination: i nominati della puntata sono Artùr e Valentina (nominati dal gruppo), Khady (nominata dal leader Stoppa), Alvina (nominata dalla leader Matilde) e Samuel (nominato direttamente a seguito della seconda della "maledizione" assegnata a Karina, nuova naufraga). In seguito alla puntata scoppiano polemiche per una frase utilizzata da Valentina nel corso di un confronto con Vladimir ("Molti nemici, molto onore"), citazione di Georg von Frundsberg, condottiero tedesco; frase molto noto però al pubblico per il frequente uso fattone dal Duce.

### Nona puntata
La nona puntata si apre mostrando i temi principali proprio della stessa, introdotti dalla conduttrice. Dopo un primo collegamento con i naufraghi nella Palapa, vengono mostrate le immagini dei giorni trascorsi sopra Playa Espinada, divisa in due fazioni per entrambe le squadre (Playa Joya per i Barracudas e Playa Tristeza per i Coquinos) e in particolare degli avvenimenti e scontri che hanno visto coinvolti i concorrenti. In seguito si continua concentrandosi però poi sui nominati, a rischio eliminazione, che si confrontano prima della chiusura del televoto, avvenuta subito dopo. Con il 40% dei voti (contro il 22% di Alvina, il 16% di Artùr, il 13% di Khady e il 9% di Valentina) Samuel risulta il preferito dal pubblico, e quindi immune dal televoto flash; Alvina, Khady, Artùr e Valentina sono ancora a rischio, dopo l'apertura del televoto flash per l'eliminazione, proprio tra loro. Successivamente si prosegue tra il racconto delle storie di alcuni concorrenti e la sorpresa per Matilde, svolgendo in seguito la Prova ricompensa tra le due squadre, che vede vincitori i Barracudas, permettendo loro di beneficiare del premio in palio. La puntata prosegue mostrando la missione affidata e superata da Edoardo: vivere per un giorno intero privati di cibo e vestiti, con in palio un amuleto (da poter usare per sé o per un altro concorrente), che permette di annullare la presenza al televoto del naufrago in questione. Successivamente si svolge la prova duello/tentazione di Khady contro Greta, che vede la prima vincitrice della stessa. In seguito si svolge la Prova leader tra le due candidate risultate vincitrice della rispettiva prova di selezione: Karina per i Coquinos e Alvina (subentrata a Valentina per una mancata rivelazione di errore durante la prova) per i Barracudas; la prova vede vincitrice Karina che diventa leader e ottiene l'immunità insieme al potere di mandare in nomination diretta un altro concorrente. La puntata prosegue con la chiusura del televoto flash e il verdetto. Con il 42% dei voti, per l'eliminazione, (contro il 39% di Khady, il 10% di Artùr e il 9% di Alvina), Valentina Vezzali è eliminata e abbandona definitivamente il programma, subito dopo aver compiuto, come ultimo gesto, il bacio di giuda nei confronti di Greta. Successivamente vengono sciolte le due squadre permettendo di riunire i concorrenti in unico nuovo gruppo. Samuel e Stoppa, per volere della produzione, vengono chiamati a partire in missione sfidandosi tra loro e vivendo insieme su una nuova spiaggia, Playa Olimpo, per ottenere privilegi successivi per il gruppo. La puntata si conclude con le nomination: i nominati della puntata sono Artùr e Greta (nominati dal gruppo) e Aras (nominato dalla leader Karina).

### Decima puntata
La decima puntata si apre mostrando i temi principali proprio della stessa, introdotti dalla conduttrice. Dopo un primo collegamento con i naufraghi nella Palapa, vengono mostrate le immagini dei giorni trascorsi sopra Playa Espinada, e in particolare degli avvenimenti e scontri che hanno visto coinvolti i concorrenti. In seguito si continua concentrandosi però poi sui nominati, a rischio eliminazione, che si confrontano prima della chiusura del televoto, avvenuta subito dopo. Attraverso la Cerimonia della savatión viene rivelato il verdetto il on il 59% dei voti (contro il 24% di Artùr e il 17% di Greta) Aras risulta il preferito dal pubblico, e quindi immune dal televoto flash. Successivamente la puntata continua con un confronto proprio tra Artùr e Greta, a seguito degli scontri degli ultimi giorni, per poi proseguire col collegamento su Playa Olimpo con Samuel e Stoppa, prima del loro successivo sbarco sull'isola con il resto del gruppo. La puntata prosegue con la consegna della ricompensa, ottenuta da Samuel e Stoppa con le diverse sfide affrontate sull'altra isola, e lo scontro definitivo tra i due (in una prova duello): a seguito della vittoria di Stoppa, quest'ultimo ha la possibilità di mandare direttamente al televoto un altro concorrente; la scelta ricade su Karina. Successivamente avviene la chiusura del televoto flash e il verdetto: con il 67% dei voti, per l'eliminazione, (contro il 33% di Artùr), Greta Zuccarello è eliminata e abbandona definitivamente il programma, subito dopo aver compiuto, come ultimo gesto, il bacio di giuda nei confronti di Dario. La puntata prosegue tra il racconto delle storie di alcuni concorrenti, la sorpresa per Khady e lo svolgimento della prova per diventare candidati leader, che permetterà al vincitore di sfidare Stoppa (già candidato leader, a seguito della vittoria nel duello contro Samuel); i due candidati, Stoppa e Matilde si sfidano nella Prova leader che vede vincitrice proprio quest'ultima, che diventa leader e ottiene l'immunità insieme al potere di mandare in nomination diretta un altro concorrente. Prima delle nomination però, viene chiesto alla stessa Matilde di iniziare una catena di salvataggio, che vedrà il concorrente non salvato da nessun altro naufrago, direttamente al televoto (come Karina): a seguito della catena Linda va direttamente al televoto. La puntata si conclude con le nomination: i nominati della puntata sono Artùr e Dario (nominati dal gruppo), Karina e Linda (direttamente in nomination) ed Edoardo (nominato dalla leader Matilde).

### Undicesima puntata
L'undicesima puntata si apre mostrando i temi principali proprio della stessa, introdotti dalla conduttrice. Dopo un primo collegamento con i naufraghi su Playa Palapa, vengono mostrate le immagini dei giorni trascorsi sopra Playa Espinada, e in particolare degli avvenimenti e scontri che hanno visto coinvolti i concorrenti, discutendone poi con gli opinionisti in studio. Successivamente la puntata continua con un confronto proprio tra Artùr e Khady, a seguito dei dissidi avvenuti nei giorni precedenti, e una sorpresa per Stoppa. In seguito ci si concentra sui naufraghi in nomination, che al termine del filmato si confrontano prima della chiusura del televoto, avvenuta subito dopo. Con il 5,99% dei voti (contro il 52,93% di Edoardo, il 27,80% di Artùr, il 6,80% di Karina e il 6,47% di Linda), Dario Cassini è eliminato e abbandona definitivamente il programma. La puntata prosegue poi svolgendo una prima catena di salvataggio (iniziata dalla leader Matilde) che successivamente porta i due naufraghi non scelti da nessuno (Artùr e Karina) a sfidarsi in una prova per salvarsi dalla nomination d'ufficio; Al termine del duello tra i due concorrenti, Karina perdendo la sfida diventa la prima nominata di puntata. Successivamente si prosegue con la Prova ricompensa e contemporaneamente la sorpresa, destinate ad Edoardo, che accetta e supera la sfida ottenendo il premio in palio per sé e per il resto del gruppo. La puntata prosegue poi svolgendo una seconda catena di salvataggio (iniziata dal vincitore del duello precedente Artùr) che successivamente porta le due naufraghe non scelte da nessuno (Matilde e Linda) a sfidarsi in una prova per salvarsi dalla nomination d'ufficio; Al termine del duello tra le due concorrenti, Matilde perdendo la sfida diventa la seconda nominata di puntata. Successivamente si prosegue svolgendo la prova di selezione per diventare candidati leader, nello specifico apnea sottomarina, che vede vincitori Khady e Aras, che successivamente si sfidano proprio nella Prova leader (che a seguito di infortunio di Khady viene annullata dalla produzione, portando la stessa a diventare unica leader - per cessione del titolo da parte di Aras). La puntata si conclude con le nomination, che per questa puntata sono da fare con due nomi (per ogni naufrago, di cui il primo in segreto nella postazione delle nomination e il secondo in modo palese): i nominati della puntata sono Artùr e Linda (nominati dal gruppo), Matilde e Karina (nominate d'ufficio) e Stoppa (nominato dalla leader Khady).

### Dodicesima puntata
La dodicesima puntata si apre mostrando i temi principali proprio della stessa, introdotti dalla conduttrice. Dopo un primo collegamento con i naufraghi su Playa Palapa, vengono mostrate le immagini dei giorni trascorsi sopra Playa Espinada, discutendo con gli opinionisti in studio anche degli scontri avvenuti tra alcuni concorrenti durante la settimana, e in particolare soffermandosi sui naufraghi al televoto per l'eliminazione: Artùr, Karina, Linda, Matilde e Stoppa, che al termine del filmato si confrontano prima della chiusura del televoto, avvenuta subito dopo: con il 6% dei voti (contro il 49% di Stoppa, il 21% di Matilde, il 17% di Artùr ed il 7% di Karina), Linda Morselli è la prima eliminata di puntata, e abbandona definitivamente il programma. La puntata prosegue svolgendo la Prova leader, nonché anche di selezione del primo aspirante finalista dell'edizione, che si conclude con Stoppa vincitore. Al termine della prova lo stesso naufrago fa partire una catena di salvataggio, che decreta il concorrente non salvato (Artùr) come primo nominato del televoto flash per la seconda eliminazione di puntata. Successivamente si prosegue svolgendo le nomination che decretano le due concorrenti più votate dal gruppo (Karina e Khady) ed Edoardo (nominato dal leader Stoppa) rispettivamente come seconda, terza e quarto nominati del televoto flash. La puntata prosegue svolgendo la Prova ricompensa, destinata solo ad Aras, che superata permette al naufrago di ottenere il premio in palio. Successivamente ci si concentra nuovamente, mostrando un filmato riassuntivo, sui giorni trascorsi dai naufraghi su Playa Espinada e sulle varie vicissitudini, al termine del quale vengono fatti partire gli ultimi trenta secondi del televoto flash, chiuso subito dopo: con il 10% dei voti (contro il 54% di Edoardo, il 25% di Artùr e l'11% di Karina), Khady Gueye è la seconda eliminata di puntata, e abbandona definitivamente il programma, subito dopo aver compiuto, come ultimo gesto, il bacio di giuda nei confronti di Karina. La puntata prosegue con la sorpresa per Artùr e lo svolgimento dell'ulteriore prova di selezione del secondo aspirante finalista dell'edizione, che si conclude con Matilde vincitrice. I due naufraghi si sfidano successivamente nella Prova dell'uomo vitruviano che decreta Stoppa come primo finalista della diciottesima edizione de L'isola dei famosi. La puntata si conclude con le nomination, che per questa puntata sono da fare con due nomi (per ogni naufrago): i nominati della puntata sono Samuel e Karina (nominati dal gruppo) e Artùr (nominato dal leader Stoppa).

### Tredicesima puntata -Semifinale
La tredicesima puntata, nonché semifinale, si apre mostrando i temi principali proprio della stessa, introdotti dalla conduttrice. Dopo un primo collegamento con i naufraghi su Playa Palapa, vengono mostrate le immagini dei giorni trascorsi sopra Playa Espinada, discutendone con gli opinionisti in studio, e in particolare soffermandosi sui naufraghi al televoto per l'eliminazione: Samuel, Karina ed Artùr, che subito dopo si confrontano prima della chiusura del televoto, avvenuta poco dopo: con il 15% dei voti (contro il 55% di Samuel ed il 30% di Artùr), Karina Sapsai è la prima eliminata di puntata, e abbandona definitivamente il programma. La puntata prosegue eseguendo la prima sfida (svolta da tutti i naufraghi ancora in gioco), ovvero una Prova di resistenza, portando all'elezione di un ulteriore finalista del programma, che al termine della stessa vede proclamare Artùr come secondo finalista della diciottesima edizione de L'isola dei famosi. Al termine della prova lo stesso vincitore è chiamato a cominciare una catena di salvataggio, che condanna - in seguito - il concorrente non scelto da nessuno, in questo caso Edoardo, come primo nominato per il televoto flash. Successivamente nella Tana dei serpenti, vengono mostrate le immagini dei giorni trascorsi sopra Playa Espinada, discutendo con gli opinionisti in studio anche degli scontri avvenuti tra alcuni concorrenti durante la settimana. La puntata prosegue poi svolgendo due duelli, per decretare altri due naufraghi finalisti del programma. A decidere quale duello assegnare e chi mettere in sfida l'uno contro l'altro, per volontà del programma è Stoppa. Poco dopo si disputa quindi il primo duello, tra Matilde e Alvina, nella Prova dell'orologio hondureño (al meglio dei due punti), che vede proprio Alvina come vincitrice, proclamata così terza finalista della diciottesima edizione de L'isola dei famosi e Matilde seconda nominata al televoto flash. La puntata prosegue con il confronto di Samuel col resto del gruppo di naufraghi, a seguito di alcuni diverbi nei giorni precedenti, e svolgendo subito dopo il secondo duello, quello tra Aras e proprio Samuel. La Prova d'apnea vede vincitore Aras, proclamato così quarto finalista della diciottesima edizione de L'isola dei famosi e Samuel terzo nominata al televoto flash. Subito dopo viene aperto il televoto flash che permette di decretare un ulteriore finalista e i due concorrenti (creduti eliminati dal resto del gruppo ma sfidanti in un ulteriore duello segreto, per la proclamazione dell'ultimo finalista). La puntata prosegue con la Prova ricompensa, svolta e superata da Alvina, la sorpresa per Matilde e la successiva chiusura del televoto flash, avvenuta subito poco dopo: col 40% delle preferenze ottenute (contro il 32% di Samuel e il 28% di Matilde), proclama Edoardo quinto finalista della diciottesima edizione de L'isola dei famosi. Successivamente si svolge l'ultima Prova leader (sull'equilibrio in mare), tra i primi cinque finalisti, che vede in seguito come vincitore Artùr, immune quindi dalle nomination di puntata ed eseguendo poi l'ultimo duello tra i due concorrenti rimasti a rischio: Matilde e Samuel; Al termine della sfida, la Prova dell'uomo vitruviano, Samuel vince resistendo per più tempo e venendo proclamato così sesto ed ultimo finalista della diciottesima edizione de L'isola dei famosi, mentre Matilde Brandi perdendo la sfida è la seconda eliminata di puntata, abbandonando definitivamente il programma. Prima delle nomination finali viene comunicato ai primi cinque naufraghi finalisti, il loro trasferimento su una nuova isola: Playa Final (per gli ultimi giorni), separati però da Samuel, sesto finalista (segreto al gruppo) che invece continuerà a vivere in solitaria, anche lui (fino alla fine) su una nuova isola, ovvero Playa Segreta. La puntata si conclude con le nomination, che per questa puntata sono da fare con due nomi (per ogni naufrago): i nominati della puntata sono Edoardo (nominato dal gruppo) e Aras (nominato dal leader Artùr).

### Quattordicesima puntata -Finale
La quattordicesima puntata, nonché finale, si apre mostrando alcune immagini dei mesi trascorsi sull'isola e successivamente i temi principali proprio della stessa, introdotti dalla conduttrice. Dopo un primo collegamento con i naufraghi su Playa Palapa, vengono mostrate le immagini dei giorni trascorsi sopra Playa Final, discutendone con gli opinionisti in studio, e in particolare soffermandosi sui naufraghi al televoto per l'eliminazione: Aras ed Edoardo, che in seguito si confrontano prima della chiusura del televoto, avvenuta subito poco dopo: con il 33% delle preferenze ottenute (contro il 67% di Aras), Edoardo Franco è il primo eliminato della finale, e abbandona definitivamente il programma come sesto classificato. La puntata prosegue con l'ingresso dei finalisti in Palapa, dove gli stessi, a seguito di un filmato con dei commenti riguardanti loro (da parte di Samuel), scoprono che quest'ultimo è rimasto in gara come finalista segreto. I cinque naufraghi rimasti si sfidano subito dopo in una prima sfida per l'immunità dal televoto flash ad eliminazione. Stoppa vincendo la Prova dei letti inclinati è immune ed ha la possibilità di mandare in nomination diretta un altro concorrente, decidendo così per Artùr; lo stesso (che a sua volta ha la possibilità di trascinare con se, qualcun altro al televoto) sceglie invece per Samuel. La puntata prosegue con le prove bonus e successive sorprese per Artùr, Stoppa e Samuel. Successivamente si continua con la chiusura del televoto flash e il seguente verdetto: col 62% dei voti per l'eliminazione (contro il 38% di Samuel) Artùr Dainese è il secondo eliminato della finale, e abbandona definitivamente il programma come quinto classificato. La puntata prosegue con i quattro naufraghi rimasti ancora in gara, che si sfidano subito dopo in una seconda sfida per l'immunità dal televoto flash ad eliminazione. Samuel vincendo la prova è immune ed ha la possibilità di mandare in nomination diretta un altro concorrente, decidendo così per Alvina; la stessa (che a sua volta ha la possibilità di trascinare con se, qualcun altro al televoto) sceglie invece per Aras. Successivamente si prosegue con le prove bonus e successive sorprese, proprio per Aras ed Alvina. La puntata prosegue con la chiusura del televoto flash e il seguente verdetto: col 71% dei voti per l'eliminazione (contro il 21% di Aras) Alvina Verecondi Scortecci è la terza eliminata della finale, e abbandona definitivamente il programma come quarta classificata. Successivamente si prosegue con i tre naufraghi rimasti ancora in gara, che si sfidano subito dopo in una terza ed ultima sfida, per l'immunità dal televoto flash ad eliminazione e il primo posto da super-finalista. Samuel vincendo la prova è immune e primo super-finalista; di conseguenza Aras e Stoppa vanno al televoto flash per l'eliminazione. Dopo un confronto degli opinionisti in studio, sull'andamento della puntata, la puntata prosegue con la chiusura del televoto flash e il seguente verdetto: col 68% dei voti per l'eliminazione (contro il 32% di Aras, proclamato così secondo super-finalista) Edoardo Stoppa è il quarto eliminato della finale, e abbandona definitivamente il programma come terzo classificato. Subito dopo, si continua con l'apertura dell'ultimo televoto (tra Aras e Samuel - per decretare il vincitore dell'edizione) e con i filmati best-of dei due naufraghi. La puntata prosegue con l'arrivo dei due concorrenti sul palco della finale, montato sopra Playa Palapa, l'arrivo degli ex finalisti e di tutti i loro parenti. Poco dopo avviene la chiusura del televoto e la lettura dell'ultimo verdetto, nonché definitivo: con il 69% delle preferenze ottenute Aras Şenol vince la diciottesima edizione de L'isola dei famosi; di contro Samuel Peron, con il 31% delle preferenze ottenute, si posiziona secondo classificato. La puntata termina con i ringraziamenti e i saluti della conduttrice (Vladimir Luxuria), dell'inviata in Honduras (Elenoire Casalegno) e degli opinionisti (Sonia Bruganelli e Dario Maltese).

## Prove Leader
Nella tabella sono riassunte tutte le prove del Migliore (Leader) di questa edizione con i relativi risultati.
| Giorno | Concorrenti                                                                             | Descrizione della prova | Esito |
| ------ | --------------------------------------------------------------------------------------- | --- | --- |
| 1      | Artùr Dainese contro Greta Zuccarello                                                   | I due candidati leader (risultati vincitori in una prova ad ostacoli tra mare e terra, di selezione per diventare tale), si sfidano nella Prova del fuoco: i naufraghi dovranno resistere, aggrappati a delle catene, in un portale a forma di arco caratterizzato da delle fiamme laterali ed una frontale, che col passare del tempo divamperanno raggiungendoli in modo sempre più vicino. Vince la prova chi resiste a tale prova per il più tempo possibile. | A seguito di un ex aequo la decisione sulla nomina di leader viene data al resto del gruppo di naufraghi che per maggioranza propongono Greta Zuccarello vincitrice della prova, diventando così leader della settimana, e ottenendo l'immunità dalle nomination per sé stessa.                                |
| 4      | Edoardo Stoppa contro Valentina Vezzali                                                 | A seguito della vittoria nelle rispettive prove di selezione per candidarsi a leader: prova di resistenza ad un manubrio sospesi su una trave che si inclina sempre più col passare del tempo (per gli uomini) e prova apnea sottomarina per il più tempo possibile (per le donne), i due vincitori vengono posti sotto il giudizio dei restanti naufraghi che a maggioranza devono decretare il leader della settimana. | Edoardo Stoppa risulta il più votato dai naufraghi, diventando così leader della settimana, e ottenendo l'immunità dalle nomination per sé stesso. |
| 8      | Samuel Peron contro Greta Zuccarello                                                    | A seguito della vittoria nelle rispettive prove di selezione per candidarsi a leader: prova di equilibrio su una gamba con un peso imposto sulla gamba opposta (per gli uomini) e prova di resistenza ad un manubrio sospesi su una trave che si inclina sempre più col passare del tempo (per le donne), i due vincitori si sfidano nella Prova del fuoco con equilibrio: i naufraghi dovranno resistere con un piramidale sulla testa da tenere in equilibrio, aggrappati a delle catene, in un portale a forma di arco caratterizzato da delle fiamme laterali ed una frontale, che col passare del tempo divamperanno raggiungendoli in modo sempre più vicino. Vince la prova chi resiste a tale prova per il più tempo possibile.                                            | Samuel Peron vince la prova diventando così leader della settimana, e ottenendo l'immunità dalle nomination per sé stesso. |
| 11     | Samuel Peron contro Matilde Brandi                                                      | I naufraghi vengono divisi in coppie e i componenti delle stesse, vengono messi su due piattaforme unite, che poi si divideranno. Il compito delle coppie è quello di resistere più a lungo tendendosi mano nella mano, senza staccarsi; i due vincitori si sfidano nella Prova del fuoco con equilibrio: i naufraghi dovranno resistere con un piramidale sulla testa da tenere in equilibrio, aggrappati a delle catene, in un portale a forma di arco caratterizzato da delle fiamme laterali ed una frontale, che col passare del tempo divamperanno raggiungendoli in modo sempre più vicino. Vince la prova chi resiste a tale prova per il più tempo possibile. | Samuel Peron vince la prova diventando così leader della settimana, e ottenendo l'immunità dalle nomination per sé stesso. |
| 15     | Artùr Dainese contro Aras Şenol                                                         | I naufraghi vengono divisi in due gruppi e i componenti delle stesse, vengono messi alla prova con un percorso ad ostacoli tra spiaggia e mare che si deve concludere con la risoluzione nel minor tempo possibile, di un rompicapo; i due vincitori si sfidano nella Prova del fuoco con equilibrio: i naufraghi dovranno resistere con un piramidale sulla testa da tenere in equilibrio, aggrappati a delle catene, in un portale a forma di arco caratterizzato da delle fiamme laterali ed una frontale, che col passare del tempo divamperanno raggiungendoli in modo sempre più vicino. Vince la prova chi resiste a tale prova per il più tempo possibile. | Artùr Dainese e Aras Şenol vincono entrambi la prova (a pari merito di tempo) diventando così leader della settimana, e ottenendo l'immunità dalle nomination per sé stessi. |
| 22     | Samuel Peron contro Edoardo Stoppa                                                      | I naufraghi vengono divisi in due gruppi e i componenti delle stesse, vengono messi alla prova con una sfida di resistenza (con sole braccia e gambe) aggrappati a una struttura in legno sospesa in acqua per più tempo possibile; i due vincitori si sfidano nella Prova del girarrosto: attaccati ad una struttura i naufraghi devono resistere per più tempo possibile aggrappati alla stessa, che ruota (anche in mare) cambiando continuamente direzione. | Edoardo Stoppa risulta il più votato dai naufraghi, diventando così leader della settimana, e ottenendo l'immunità dalle nomination per sé stesso. |
| 29     | Tutti i naufraghi                                                                       | I naufraghi vengono divisi in due gruppi (uomini e donne) e ciascun gruppo effettua la prova leader (che permette di determinare l'uomo e la donna vincitrici del titolo); tale prova consiste nella seguente modalità: posizionati su un palo, i concorrenti sono chiamati a rimanere in equilibrio per più tempo possibile sugli stessi. | Samuel Peron e Greta Zuccarello vincono la prova, permettendo così loro di diventare leader della settimana. |
| 36     | Tutti i naufraghi                                                                       | I naufraghi, divisi nelle due squadre, si sfidano nella prova di selezione per diventare leader: a seguito della vittoria nelle rispettive sfide, nella quale vengono messi alla prova sulla resistenza (con sole braccia e gambe) aggrappati a una struttura in legno sospesa in acqua per più tempo possibile, i due vincitori delle squadre, diventano leader. | Matilde Brandi ed Edoardo Stoppa vincono la prova, permettendo così loro di diventare leader della settimana. |
| 42     | Alvina Verecondi Scortecci contro Karina Sapsai                                         | I naufraghi, divisi nelle due squadre, si sfidano nella prova di selezione per diventare candidati leader: a seguito della vittoria nelle rispettive sfide, nella quale vengono messi alla prova sulla resistenza e l'equilibrio (salire una scala rimanendo in equilibrio sui pioli senza ausilio di braccia e mani); le due vincitrici si sfidano nella Prova del fuoco con equilibrio: i naufraghi dovranno resistere con una sfera posizionata sulla testa, da tenere in equilibrio, aggrappati a delle catene, in un portale a forma di arco caratterizzato da delle fiamme laterali ed una frontale, che col passare del tempo divamperanno raggiungendoli in modo sempre più vicino. Vince la prova chi resiste a tale prova per 3 minuti totali o per più tempo possibile. | Karina Sapsai vince la prova diventando così leader della settimana, e ottenendo l'immunità dalle nomination per sé stessa. |
| 45     | Edoardo Stoppa contro Matilde Brandi                                                    | I naufraghi si sfidano nella prova di selezione per diventare candidato/a leader da poter sfidare Stoppa (vincitore nella prova contro Samuel): a seguito della vittoria nella sfide, nella quale vengono messi alla prova con la resistenza (appesi in mare su di una struttura che man mano si inclina), i due si sfidano nella prova leader: Prova dell'apnea: Resistere il più tempo possibile in apnea, sott'acqua. | Matilde Brandi vince la prova diventando così leader della settimana, e ottenendo l'immunità dalle nomination per sé stessa. |
| 49     | Aras Şenol contro Khady Gueye                                                           | I naufraghi si sfidano precedentemente nella prova di selezione per diventare candidato/a leader (prova di apnea sottomarina) e in seguito, i due vincitori gareggiano per diventare leader nella Prova del girarrosto: attaccati ad una struttura i naufraghi devono resistere per più tempo possibile aggrappati alla stessa, che ruota (anche in mare) cambiando continuamente direzione. | A seguito di un infortunio di Khady Gueye nella prova, la produzione annulla tale sfida decretando entrambi naufraghi leader. Dopo una richiesta di cessione del titolo, da parte di Aras Şenol, Khady Gueye diventa, così, unica leader della settimana, ottenendo l'immunità dalle nomination per sé stessa. |
| 52     | Tutti i naufraghi                                                                       | La prova (di equilibrio e resistenza in mare) per i naufraghi, consiste in ciò: restare appesi ad una corda, inizialmente con tutto il proprio corpo e successivamente solo con due gambe, poi una gamba, con solo le due braccia e infine uno solo, cercando di resistere più tempo possibile. | Edoardo Stoppa vince la prova diventando così leader della settimana, e ottenendo l'immunità dalle nomination per sé stesso. |
| 52     | Edoardo Stoppa, Artùr Dainese, Alvina Verecondi Scortecci, Aras Şenol ed Edoardo Franco | La prova consiste nel rimanere in equilibrio a cavalcioni, sopra un piramidale in legno galleggiante nel mare, per il più tempo possibile, senza cadere in acqua. | Artùr Dainese vince la prova diventando così leader della settimana, e ottenendo l'immunità dalle nomination per sé stesso. |

## Prove ricompensa
In questa tabella sono riassunte le prove ricompensa di questa edizione con i loro risultati:
| Giorno | Concorrenti/Ospiti | Descrizione della prova | Premi in palio                                                                                | Esito |
| ------ | --- | --- | --------------------------------------------------------------------------------------------- | --- |
| 1      | Joe Bastianich | Rispondere a tre domande su alcuni naufraghi, proposte dalla conduttrice. | Chitarra                                                                                      | Prova superata                                                                                                 |
| 4      | Tutti i naufraghi Famosi | Recuperare in mare dei pezzi di costruzione per un ponte che possa permettere il passaggio dei naufraghi, che attraversandolo dovranno trasportare dei secchi d'acqua da riempire in una cisterna bucata, fino a che questa non riesca col suo peso maggiore a ribaltare la vasculante sull'isola.                                                                            | Fuoco                                                                                         | Prova non superata.                                                                                            |
| 11     | Alvina Verecondi Scortecci | Prova denominata Cocco quiz: tradurre dal napoletano all'italiano una serie di frasi enunciate dal naufrago Peppe Di Napoli. | Drink e olive                                                                                 | Prova superata.                                                                                                |
| 15     | Squadra 1 (composta da: Matilde Brandi, Samuel Peron, Artùr Dainese, Khady Gueye, Greta Zuccarello, Joe Bastianich e Rosanna Lodi) contro la Squadra 2 (composta da: Valentina Vezzali, Alvina Verecondi Scortecci, Edoardo Stoppa, Aras Şenol, Pietro Fanelli, Sonny Olumati ed Edoardo Franco) | La prova consiste in un gioco di equilibrio e precisione che permette di vincere con maggior numero di canestri effettuati tramite una struttura portante, a forma di torre, che trasportante il caposquadra viene spostata (dagli altri naufraghi) in un binario che al termine di ogni stazione effettuata permette alla squadra di ottenere le munizioni per il gioco.     | Spaghetti al sugo con polpette                                                                | Prova superata dalla Squadra 1.                                                                                |
| 15-17  | Pietro Fanelli | La prova consiste nel soggiornare su un'isola (differente da quella del gruppo dei restanti naufraghi) per 3 giorni di fila, completamente solo. | Rete da pesca e 1 chilogrammo di pasta                                                        | Prova superata.                                                                                                |
| 22     | Joe Bastianich, Edoardo Franco contro Rosanna Lodi | La prova consiste nella preparazione (da una parte di Rosanna e dall'altra parte di Edoardo) di un piatto di spaghetti all'amatriciana da far assaggiare a Joe Bastianich, che assaggiando entrambi deciderà in seguito chi è il vincitore. | Spaghetti all'amatriciana                                                                     | Prova superata da Edorardo Franco, che vince la ricompensa per sè e i naufraghi che hanno scommesso su di lui. |
| 29     | Le ospiti: Juliana Moreira, Azzolina degli Azzoni Avogrado e Stefania Franco | Recuperare con le proprie mani, da delle teche oscurate, le chiavi di apertura per un forziere. | 2 chilogrammi di farina                                                                       | Prova superata.                                                                                                |
| 29     | Samuel Peron ed Alvina Verecondi Scortecci | Eseguire davanti ad una giuria composta da i due opinionisti e un esperto di ballo, una coreografia (bachata) preparata durante la settimana, ed ottenere almeno due votazioni favorevoli (su tre) per il superamento della prova. | Cheeseburger                                                                                  | Prova superata.                                                                                                |
| 29     | Edoardo Franco e Aras Şenol | Per Aras: Coniugare il verbo andare, al presente indicativo. | Dolce alla cannella                                                                           | Prova superata.                                                                                                |
| 36     | Samuel Peron, Artùr Dainese, Khady Gueye, Valentina Vezzali, Edoardo Stoppa, Matilde Brandi | Raggiungere le pietanze posizionate su di un banchetto passando per una rete ed una piscina di fango. | Spiedini di carne, bruschette, tramezzini e parmigiana di melanzane                           | Prova superata.                                                                                                |
| 36     | Barracudas contro Coquinos | Prova denominata: Pelota hondureña: La prova consiste nel fare canestro dentro a delle casse di legno dentro l'acqua, portando la squadra che fa più canestri a vincere. | Playa Joya                                                                                    | Prova superata dai Barracudas.                                                                                 |
| 42     | Barracudas contro Coquinos | La prova consiste nella seguente maniera: in una struttura ci sono appesi sei cocchi blu, colore dei Barracudas, e sei cocchi rossi dei Coquinos. Ogni squadra è chiamata a recuperare i suoi in massimo cinque minuti, al termine di un percorso che sfocia in un ponte sospeso. Gioca un concorrente per volta, che dà il via a quello successivo ad ogni cocco recuperato. | Fettuccine al ragù                                                                            | Prova superata dai Barracudas.                                                                                 |
| 42-45  | Samuel Peron ed Edoardo Stoppa | Serie di sfide giornaliere su un'isola diversa da quella del resto degli altri naufraghi: prova di resistenza al sonno, prova dello spadaccino con equilibrio di un peso sulla mano, etc. | Pezzo di manzo                                                                                | Prova superata.                                                                                                |
| 49     | Edoardo Franco | La prova consiste nel farsi tagliare i capelli, completamente a zero, da un parrucchiere dell'isola. | Insalata russa, pasta alla norma, costolette di maiale con le patate e crepes alla cioccolata | Prova superata.                                                                                                |
| 52     | Edoardo Franco e Aras Şenol | La prova consiste nel recuperare tre chiavi appese ad una corda posizionata tra due palafitte in mare. | Videomessaggio da parte della fidanzata di Aras Şenol                                         | Prova superata.                                                                                                |
| 56     | Alvina Verecondi Scortecci | La prova consiste nel colpire tramite una fionda, con un cocco, un cartellone posto in lontananza (con la stampa di una bottiglia), nel mare. | Tartine, olive, patatine, spiedini di gamberetti e spumante                                   | Prova superata.                                                                                                |

## Prove duello, di immunità e di salvataggio
In questa tabella sono riassunte le prove immunità e di salvataggio di questa edizione con i loro risultati:
| Giorno | Concorrenti | Prova                | Prova | Descrizione della prova | Esito |
| Giorno | Concorrenti | Tipo                 | Premi in palio | Descrizione della prova | Esito |
| ------ | --- | -------------------- | --- | --- | --- |
| 4      | Luce Caponegro contro Artùr Dainese | Duello e salvataggio | Salvataggio dalla nomination d'ufficio per il televoto ad eliminazione diretta                                             | Prova dell'apnea: Resistere il più tempo possibile in apnea, sott'acqua. | Artùr Dainese vince la prova salvandosi mentre Luce Caponegro perde andando direttamente in nomination per l'eliminazione diretta. |
| 4      | Khady Gueye, Alvina Verecondi Scortecci, Peppe Di Napoli, Pietro Fanelli, Matilde Brandi, Marina Suma, Joe Bastianich ed Edoardo Franco | Immunità             | Ottenimento dell'immunità dalle nomination per il televoto                                                                 | Rimanere in equilibrio a cavalcioni, sopra un piramidale in legno galleggiante nel mare, per il più tempo possibile, senza cadere in acqua. | Matilde Brandi, Marina Suma, Pietro Fanelli e Alvina Verecondi Scortecci vincono la prova ottenendo l'immunità dalle nomination per il televoto ad eliminazione diretta.                                                                        |
| 8      | Matilde Brandi contro Alvina Verecondi Scortecci                                                                                        | Duello e immunità    | Ottenimento dell'immunità dalle nomination per il televoto                                                                 | La prova consiste nel recuperare una bandierina all'interno di uno spazio delimitato di spiaggia, cercandolo di portare verso la propria base nel mentre che si è attaccati tramite imbragatura allo sfidante, che di conseguenza fa resistenza dovendo portare la propria bandierina, in una direzione opposta. Chi vince la prova ottiene l'immunità per sé e un altro naufrago.                                       | Alvina Verecondi Scortecci vince il duello ottenendo l'immunità per sé, e decidendo di regalarla anche a Khady Gueye. |
| 8      | Marina Suma contro Pietro Fanelli | Duello e immunità    | Ottenimento dell'immunità dalle nomination per il televoto                                                                 | La prova consiste nel recuperare una bandierina all'interno di uno spazio delimitato di spiaggia, cercandolo di portare verso la propria base nel mentre che si è attaccati tramite imbragatura allo sfidante, che di conseguenza fa resistenza dovendo portare la propria bandierina, in una direzione opposta. Chi vince la prova ottiene l'immunità per sé e un altro naufrago.                                       | Marina Suma e Pietro Fanelli ottengono entrambi l'immunità, a seguito dell'infortunio della prima e di conseguenza all'annullamento della prova.                                                                                                |
| 11     | Daniele Radini Tedeschi contro Artùr Dainese                                                                                            | Duello e salvataggio | Salvataggio dalla nomination d'ufficio per il televoto ad eliminazione diretta                                             | La prova consiste nel recuperare delle serpentine in legno impalate nella sabbia, nel mentre che si è legati ad un elastico che fa trazione, e riportarle in una delle tre stazioni presenti (A, B, C) in base alla risposta corretta da dare (tra le tre possibili poste dalla conduttrice) in merito ad una domanda di cultura.                                                                                        | Daniele Radini Tedeschi vince la prova salvandosi mentre Artùr Dainese perde andando direttamente in nomination per l'eliminazione diretta. |
| 11     | Alvina Verecondi Scortecci, Pietro Fanelli, Khady Gueye                                                                                 | Immunità             | Ottenimento dell'immunità dalle nomination per il televoto                                                                 | La prova consiste nel percorrere un sentiero di pedane poggiate sull’acqua per poi recuperare un sacco di iuta che contiene la sfera dell’immunità. | Pietro Fanelli vince la prova ottenendo l'immunità per sé, e decidendo di regalarla anche a Daniele Radini Tedeschi. |
| 15     | Marina Suma, Pietro Fanelli e Daniele Radini Tedeschi                                                                                   | Immunità             | Ottenimento dell'immunità dalle nomination per il televoto                                                                 | La prova consiste nel superare il televoto con la % maggiore delle preferenze. | Marina Suma (con il 75% delle preferenze, contro il 16% di Pietro Fanelli e il 9% di Daniele Radini Tedeschi) vince il televoto ottenendo l'immunità per sé, decidendo di regalarla anche a Valentina Vezzali.                                  |
| 29     | Greta Zuccarello (per la Squadra Blu) contro Samuel Peron (per la Squadra Rossa)                                                        | Duello e immunità    | Ottenimento dell'immunità dalle nomination per il televoto                                                                 | Prova del ponte invisibile: costruire un passaggio, con delle tavole in legno, per recuperare un amuleto sull’altro estremo e poi ritornare indietro e consegnarlo, ricominciando da capo se caduti in acqua. | Greta Zuccarello vince la prova ottenendo l'immunità dalle nomination per sé stessa e per tutta la sua squadra. |
| 36     | Matilde Brandi contro Edoardo Stoppa | Duello e immunità    | Ottenimento dell'immunità dalle nomination per il televoto                                                                 | Prova del fuoco con equilibrio: i naufraghi dovranno resistere con una sfera posizionata sulla testa, da tenere in equilibrio, aggrappati a delle catene, in un portale a forma di arco caratterizzato da delle fiamme laterali ed una frontale, che col passare del tempo divamperanno raggiungendoli in modo sempre più vicino. Vince la prova chi resiste a tale prova per 3 minuti totali o per più tempo possibile. | Matilde Brandi ed Edoardo Stoppa, vincono la prova ottenendo l'immunità dalle nomination per sé stessi. |
| 36-42  | Edoardo Franco | Immunità             | Ottenimento dell'immunità dalle nomination per il televoto                                                                 | Vivere un'intera giornata su un'isola diversa da quella del resto del gruppo di concorrenti, solo e privo di alcuna provvista di cibo o vestiti. | Edoardo Franco supera la prova ottenendo un amuleto che gli permetterà, quando deciderà lui, di annullare una nomination ricevuta che lo avrebbe mandato al televoto.                                                                           |
| 42     | Greta Zuccarello contro Khady Gueye | Duello               | Lettera di un proprio caro o razione quotidiana di riso per sé e per il gruppo                                             | Le due concorrenti vengono messe l’una di spalle all’altra, legate con una corda. Vince chi raggiunge per prima la sua bandiera trascinando l’altra. | Prova superata da Khady Gueye, che decide di strappare la lettera (evitando di vedersi razionare le dosi di riso giornaliere per sé e per il gruppo).                                                                                           |
| 45     | Samuel Peron contro Edoardo Stoppa | Duello               | Ottenimento della candidatura a leader della settimana e possibilità di mandare in nomination diretta un altro concorrente | Prova del girarrosto: attaccati ad una struttura i naufraghi devono resistere per più tempo possibile aggrappati alla stessa, che ruota (anche in mare) cambiando continuamente direzione. | Prova superata da Edoardo Stoppa che diventa candidato leader che ottiene la possibilità di mandare direttamente in nomination un altro concorrente, decidendo per Karina Sapsai.                                                               |
| 49     | Matilde Brandi contro Linda Morselli | Duello e salvataggio | Salvataggio dalla nomination d'ufficio per il televoto ad eliminazione diretta                                             | Prova denominata: Il Serpente hondureño. Strisciare con le mani e i piedi legati, trascinando avanti una palla utilizzando soltanto la testa. | Linda Morselli vince la prova salvandosi mentre Matilde Brandi perde andando direttamente in nomination per l'eliminazione diretta. |
|        | Artùr Dainese contro Karina Sapsai | Duello e salvataggio | Salvataggio dalla nomination d'ufficio per il televoto ad eliminazione diretta                                             | Prova denominata: L'uomo vitruviano. La prova consiste nel rimanere appesi a delle pedane in mare che man mano si inclineranno verso l'acqua e almeno uno dei due sfidanti deve rimanere appeso per almeno 3 minuti. | Artùr Dainese vince la prova salvandosi mentre Karina Sapsai perde andando direttamente in nomination per l'eliminazione diretta. |
| 56     | Samuel Peron contro Matilde Brandi | Duello e salvataggio | Salvataggio dall'eliminazione diretta                                                                                      | Prova denominata: L'uomo vitruviano. La prova consiste nel rimanere appesi a delle pedane in mare che man mano si inclineranno verso l'acqua e almeno uno dei due sfidanti deve rimanere appeso per almeno 3 minuti. | Samuel Peron vince la prova, resistendo per più tempo mentre Matilde Brandi perdendo il duello è eliminata definitivamente. |
| 59     | Edoardo Stoppa, Artùr Dainese, Alvina Verecondi Scortecci, Aras Şenol e Samuel Peron                                                    | Immunità             | Immunità dal televoto flash per l'eliminazione durante il corso della finale                                               | Prova denominata: Letti inclinati. La prova consiste nel rimanere per più tempo possibile aggrappati su un letto di legno che pian piano si inclina verso il mare, con dell'acqua che poco per volta cade verso il capo dei naufraghi. Vince chi resiste più a lungo. | Edoardo Stoppa vince la prova ottenendo l'immunità dal televoto flash per l'eliminazione. Vincendo ottiene la possibilità di mandare in nomination direttamente anche un altro concorrente, scegliendo così, poi, per Artùr Dainese.            |
| 59     | Edoardo Stoppa, Alvina Verecondi Scortecci, Aras Şenol e Samuel Peron                                                                   | Immunità             | Immunità dal televoto flash per l'eliminazione durante il corso della finale                                               | La prova consiste in un percorso tra spiaggia e mare attraversando prima una piscina di fango, poi un percorso ingarbugliato di corde, cercando di trovare tra una serie di foto la propria, e infine raggiungere il mare salendo sopra una rete fino a raggiungere il traguardo su una piattaforma sopra elevata, suonando la campanella. Vince chi completa per primo il percorso.                                     | Samuel Peron vince la prova ottenendo l'immunità dal televoto flash per l'eliminazione. Vincendo ottiene la possibilità di mandare in nomination direttamente anche un altro concorrente, scegliendo così, poi, per Alvina Verecondi Scortecci. |
| 59     | Edoardo Stoppa, Aras Şenol e Samuel Peron                                                                                               | Immunità             | Immunità dal televoto flash per l'eliminazione e ottenimento del primo posto da super-finalista                            | La prova consiste nell'arrampicarsi sopra una palafitta in mare per recuperare un totem, a caso tra diversi, che se trovato quello corretto permette di completare la sfida. Recuperato il totem proseguire il percorso prima in una piscina di fango fino ad arrivare alla postazione indicata. Vince chi completa per primo la prova, con il totem giusto.                                                             | Samuel Peron vince la prova ottenendo l'immunità dal televoto flash per l'eliminazione e diventando così il primo super-finalista. |

## Prove finalista, finali e finalissima
In questa tabella sono riassunte le prove finalista e finali di questa edizione con i loro risultati:
| Giorno          | Concorrenti                                      | Tipo di prova                                                                                                | Descrizione della prova | Esito |
| Prove finalista | Prove finalista                                  | Prove finalista                                                                                              | Prove finalista | Prove finalista |
| --------------- | ------------------------------------------------ | --- | --- | --- |
| 52              | Edoardo Stoppa contro Matilde Brandi             | Prova per eleggere il primo finalista dell'edizione                                                          | I candidati finalisti (risultati vincitori delle precedenti prove di selezione: La prima prova, consistente nel restare appesi ad una corda, inizialmente con tutto il proprio corpo e successivamente solo con due gambe, poi una gamba, con solo le due braccia e infine uno solo, cercando di resistere più tempo possibile - con vittoria di Stoppa; La seconda prova, consistente nel recuperare ciascuno una zavorra in mare, trovare la chiave, aprire poi il forziere e comporre la frase "verso la finale" contenuta all’interno - con vittoria di Matilde), si sfidano nella prova denominata: L'uomo vitruviano. La prova consiste nel rimanere appesi a delle pedane in mare che man mano si inclineranno verso l'acqua e almeno uno dei due sfidanti deve rimanere appeso per almeno 3 minuti. | Edoardo Stoppa vince la prova, resistendo per più tempo, e diventando così il primo finalista dell'edizione. |
| 56              | Tutti i naufraghi                                | Prova per eleggere il secondo finalista dell'edizione                                                        | La prova, centrata sull'equilibrio, si svolge così: su una piattaforma, i naufraghi tengono una corda dietro la schiena, legata ad un manubrio, che si allenta e li fa inclinare poco per volta, cercando di resistere per più tempo possibile senza cadere in mare. | Artùr Dainese vince la prova, resistendo per più tempo, e diventando così il secondo finalista dell'edizione. |
| 56              | Alvina Verecondi Scortecci contro Matilde Brandi | Prova per eleggere la terza finalista dell'edizione                                                          | Prova denominata: Prova dell'orologio hondureño. Spingere un'asse di legno con più forza possibile, in modo da far cadere un totem. Prova da vincere al meglio dei 3 punti. | Alvina Verecondi Scortecci vince la prova per 2 a 0, diventando così la terza finalista dell'edizione. |
| 56              | Aras Şenol contro Samuel Peron                   | Prova per eleggere il quarto finalista dell'edizione                                                         | La prova consiste nel rimanere in apnea per più tempo possibile, all'interno di una vasca, tenendo il naso fuori dall'acqua, dove man mano sale il livello della stessa, poco per volta. | Aras Şenol vince la prova, resistendo per più tempo in apnea, e diventando così il quarto finalista dell'edizione. |
| 56              | Edoardo Franco, Matilde Brandi, Samuel Peron     | Prova per eleggere il quinto finalista dell'edizione                                                         | La prova consiste in una sfida al televoto flash, che permette al naufrago più votato, in quanto salvato con la maggior % di preferenza, di diventare finalista. | Edoardo Franco vince la prova, con la maggior % di preferenza al televoto, diventando così il quinto finalista dell'edizione. |
| 56              | Samuel Peron contro Matilde Brandi               | Prova per eleggere il sesto finalista dell'edizione                                                          | Prova denominata: L'uomo vitruviano. La prova consiste nel rimanere appesi a delle pedane in mare che man mano si inclineranno verso l'acqua e almeno uno dei due sfidanti deve rimanere appeso per almeno 3 minuti. | Samuel Peron vince la prova, resistendo per più tempo, e diventando così il sesto finalista dell'edizione. |
| Finali          |                                                  | | | |
| 56-59           | Edoardo Franco contro Aras Şenol                 | Prova per stabilire il primo eliminato della finale, nonché sesto classificato                               | La prova consiste in una sfida al televoto flash, che permette al naufrago salvato di continuare la finale, eliminando direttamente e di conseguenza, il concorrente non salvato. | Aras Şenol vince la prova, con il 67% di preferenza ottenuta al televoto, si salva e prosegue la finale; di contro Edoardo Franco, con il 33% di preferenza ottenuta al televoto, è definitivamente eliminato, posizionandosi sesto classificato.                      |
| 59              | Artùr Dainese contro Samuel Peron                | Prova per stabilire il secondo eliminato della finale, nonché quinto classificato                            | La prova consiste in una sfida al televoto flash, che permette al naufrago salvato di continuare la finale, eliminando direttamente e di conseguenza, il concorrente non salvato. | Samuel Peron vince la prova, con il 38% per l'eliminazione, salvandosi e proseguendo la finale; di contro Artùr Dainese, con il 62% ottenuto al televoto, è definitivamente eliminato, posizionandosi quinto classificato.                                             |
| 59              | Alvina Verecondi Scortecci contro Aras Şenol     | Prova per stabilire il terzo eliminato della finale, nonché quarto classificato                              | La prova consiste in una sfida al televoto flash, che permette al naufrago salvato di continuare la finale, eliminando direttamente e di conseguenza, il concorrente non salvato. | Aras Şenol vince la prova, con il 29% per l'eliminazione, salvandosi e proseguendo la finale; di contro Alvina Verecondi Scortecci, con il 71% ottenuto al televoto, è definitivamente eliminata, posizionandosi quinta classificata.                                  |
| 59              | Edoardo Stoppa contro Aras Şenol                 | Prova per stabilire il quarto eliminato della finale, nonché terzo classificato e il secondo super-finalista | La prova consiste in una sfida al televoto flash, che permette al naufrago salvato di continuare la finale, eliminando direttamente e di conseguenza, il concorrente non salvato. | Aras Şenol vince la prova, con il 68% per l'eliminazione, salvandosi e proseguendo la finale diventando il secondo super-finalista; di contro Edoardo Stoppa, con il 32% ottenuto al televoto, è definitivamente eliminato, posizionandosi terzo classificato.         |
| Finalissima     |                                                  | | | |
| 59              | Samuel Peron contro Aras Şenol                   | Prova per stabilire il vincitore dell'edizione e il secondo classificato                                     | La prova consiste in una sfida al televoto flash, che proclama il naufrago più votato come vincitore della diciottesima edizione de L'isola dei famosi, eliminando direttamente e di conseguenza il concorrente meno votato, posizionandolo secondo classificato. | Aras Şenol vince la prova, con il 69% di preferenza ottenuta al televoto, venendo proclamato come il vincitore dell'edizione; di contro Samuel Peron, con il 31% di preferenza ottenuta al televoto, è definitivamente eliminato, posizionandosi secondo classificato. |

## Ascolti

### Prima serata
La puntata è andata in onda in differita, in quanto è stata registrata alcune ore prima della messa in onda.
| Puntata    | Messa in onda  | Telespettatori | Share  | Ospiti |
| ---------- | -------------- | -------------- | ------ | --- |
| 1          | 8 aprile 2024  | 2 602 000      | 20,00% | Juliana Moreira, Azzolina degli Azzoni Avogrado |
| 2          | 11 aprile 2024 | 2 432 000      | 17,75% | Amina Gueye |
| 3          | 15 aprile 2024 | 2 376 000      | 17,40% | Juliana Moreira, Brunella e Aurora Di Napoli, Valentina Dainese |
| 4          | 18 aprile 2024 | 2 343 000      | 17,33% | Amina Gueye |
| 5          | 22 aprile 2024 | 2 105 000      | 16,16% | Azzolina degli Azzoni Avogrado, Tania Bambaci |
| 6          | 29 aprile 2024 | 2 230 000      | 16,92% | Luciano Peron, Brunella Di Napoli, Aurora e Sofia Costantini |
| 7          | 6 maggio 2024  | 2 040 000      | 15,78% | Enrica Vezzali, Francesca Zuccarello |
| 8          | 13 maggio 2024 | 2 114 000      | 16,57% | Anna Pettinelli |
| 9          | 19 maggio 2024 | 1 972 000      | 16,22% | Francesca Zuccarello, Pietro Giugliano, Amina Gueye |
| 10         | 22 maggio 2024 | 1 678 000      | 12,03% | Francesca Zuccarello, Amina Gueye |
| 11         | 26 maggio 2024 | 1 890 000      | 15,16% | Cecilia Capriotti, Juliana Moreira, Stefania ed Enrico Franco, Mamadou Gueye |
| 12         | 29 maggio 2024 | 2 000 000      | 14,14% | Valentina Dainese, Stefania ed Enrico Franco, Amina Gueye, Azzolina degli Azzoni Avogrado |
| Semifinale | 2 giugno 2024  | 2 013 000      | 16,90% | Iva Zanicchi, Francesco Tafanelli, Valentina Dainese, Azzolina degli Azzoni Avogrado, Stefania Franco |
| Finale     | 5 giugno 2024  | 2 340 000      | 20,41% | Iva Zanicchi, Anna Pettinelli, Stefania Franco, Valentina Cotugno, Azzolina degli Azzoni Avogrado, Valentina Dainese, Lua Sophie, Sol Gabriel e Piergiorgio Stoppa, Francesco Tafanelli, Vera Verecondi Scortecci, Luciano Peron |
| Media      | Media          | 2 152 000      | 16,63% | |

### Ascolti giornalieri

#### Canale 5
In questa tabella sono indicati i risultati in termini di ascolto delle strisce quotidiane, andata in onda dal 9 aprile al 5 giugno 2024 su Canale 5:
- dal lunedì al venerdì alle 10:55 (dal 9 aprile al 5 giugno 2024);
- dal lunedì al venerdì alle 13:40 (dal 9 aprile al 3 maggio 2024) e in seguito dal lunedì al sabato (dal 6 maggio al 5 giugno 2024);
- dal lunedì al venerdì alle 16:40 (dal 9 al 17 maggio 2024), alle 16:10 (dal 20 al 24 maggio 2024) e in seguito alle 14:50 (dal 27 maggio al 5 giugno 2024);
- Il 5, l'8, il 9, il 16, il 23, il 30 maggio e il 4 giugno 2024 in seconda serata.

|                |                | Martedì                     | Martedì                     | Martedì                     | Mercoledì          | Mercoledì          | Mercoledì          | Giovedì            | Giovedì            | Giovedì            | Venerdì            | Venerdì            | Venerdì            | Sabato             | Sabato             | Sabato             | Domenica           | Domenica           | Domenica           | Lunedì             | Lunedì             | Lunedì             | Media settimanale | Media settimanale |
| Telespettatori | Share          | Fonte                       | Telespettatori              | Share                       | Fonte              | Telespettatori     | Share              | Fonte              | Telespettatori     | Share              | Fonte              | Telespettatori     | Share              | Fonte              | Telespettatori     | Share              | Fonte              | Telespettatori     | Share              | Fonte              | Telespettatori     | Share              |                   |                   |
| -------------- | -------------- | --------------------------- | --------------------------- | --------------------------- | ------------------ | ------------------ | ------------------ | ------------------ | ------------------ | ------------------ | ------------------ | ------------------ | ------------------ | ------------------ | ------------------ | ------------------ | ------------------ | ------------------ | ------------------ | ------------------ | ------------------ | ------------------ | ----------------- | ----------------- |
| Settimana 1    | 10:55          | 779 000                     | 18,03%                      | [ 48 ]                      | 723 000            | 14,37%             | [ 49 ]             | 674 000            | 15,72%             | [ 35 ]             | 736 000            | 17,91%             | [ 50 ]             | Non andati in onda | Non andati in onda | Non andati in onda | Non andati in onda | Non andati in onda | Non andati in onda | 797 000            | 18,24%             | [ 36 ]             | 1 592 000         | 18,08%            |
| Settimana 1    | 13:40          | 2 413 000                   | 18,96%                      | [ 48 ]                      | 2 490 000          | 19,01%             | [ 49 ]             | 2 593 000          | 20,58%             | [ 35 ]             | 2 337 000          | 19,17%             | [ 50 ]             | Non andati in onda | Non andati in onda | Non andati in onda | Non andati in onda | Non andati in onda | Non andati in onda | 2 380 000          | 18,84%             | [ 36 ]             | 1 592 000         | 18,08%            |
| Settimana 2    | 10:55          | 674 000                     | 15,01%                      | [ 51 ]                      | 834 000            | 17,27%             | [ 52 ]             | 794 000            | 16,84%             | [ 37 ]             | 843 000            | 17,52%             | [ 53 ]             | Non andati in onda | Non andati in onda | Non andati in onda | Non andati in onda | Non andati in onda | Non andati in onda | 889 000            | 17,47%             | [ 38 ]             | 1 585 000         | 17,81%            |
| Settimana 2    | 13:40          | 2 442 000                   | 19,42%                      | [ 51 ]                      | 2 289 000          | 18,59%             | [ 52 ]             | 2 236 000          | 17,62%             | [ 37 ]             | 2 559 000          | 20,20%             | [ 53 ]             | Non andati in onda | Non andati in onda | Non andati in onda | Non andati in onda | Non andati in onda | Non andati in onda | 2 294 000          | 18,19%             | [ 38 ]             | 1 585 000         | 17,81%            |
| Settimana 3    | 10:55          | Dati Auditel non rilevabili | Dati Auditel non rilevabili | Dati Auditel non rilevabili | 497 000            | 11,00%             | [ 54 ]             | 668 000            | 10,80%             | [ 55 ]             | 797 000            | 15,15%             | [ 56 ]             | Non andati in onda | Non andati in onda | Non andati in onda | Non andati in onda | Non andati in onda | Non andati in onda | 769 000            | 16,57%             | [ 39 ]             | 1 470 000         | 15,43%            |
| Settimana 3    | 13:40          | Dati Auditel non rilevabili | Dati Auditel non rilevabili | Dati Auditel non rilevabili | 2 352 000          | 18,80%             | [ 54 ]             | 2 075 000          | 15,70%             | [ 55 ]             | 2 422 000          | 18,04%             | [ 56 ]             | Non andati in onda | Non andati in onda | Non andati in onda | Non andati in onda | Non andati in onda | Non andati in onda | 2 185 000          | 17,37%             | [ 39 ]             | 1 470 000         | 15,43%            |
| Settimana 4    | 10:55          | 705 000                     | 16,32%                      | [ 57 ]                      | 1 090 000          | 15,30%             | [ 58 ]             | 771 000            | 15,99%             | [ 59 ]             | 621 000            | 14,51%             | [ 60 ]             | Non andati in onda | Non andati in onda | Non andati in onda | Non andati in onda | Non andati in onda | Non andati in onda | 717 000            | 15,57%             | [ 40 ]             | 1 573 000         | 17,00%            |
| Settimana 4    | 13:40          | 2 350 000                   | 19,22%                      | [ 57 ]                      | 2 413 000          | 17,07%             | [ 58 ]             | 2 290 000          | 18,33%             | [ 59 ]             | 2 404 000          | 19,13%             | [ 60 ]             | Non andati in onda | Non andati in onda | Non andati in onda | Non andati in onda | Non andati in onda | Non andati in onda | 2 372 000          | 18,53%             | [ 40 ]             | 1 573 000         | 17,00%            |
| Settimana 4    | Seconda serata | Non andati in onda          | Non andati in onda          | Non andati in onda          | Non andati in onda | Non andati in onda | Non andati in onda | Non andati in onda | Non andati in onda | Non andati in onda | Non andati in onda | Non andati in onda | Non andati in onda | Non andati in onda | Non andati in onda | Non andati in onda | 1 492 000          | 8,89%              | [ 61 ]             | Non andato in onda | Non andato in onda | Non andato in onda | 1 573 000         | 17,00%            |
| Settimana 5    | 10:55          | 693 000                     | 15,21%                      | [ 62 ]                      | 673 000            | 14,15%             | [ 63 ]             | 757 000            | 16,65%             | [ 64 ]             | 771 000            | 18,64%             | [ 65 ]             | Non andati in onda | Non andati in onda | Non andati in onda | Non andati in onda | Non andati in onda | Non andati in onda | 828 000            | 17,80%             | [ 41 ]             | 1 614 000         | 18,44%            |
| Settimana 5    | 13:40          | 2 082 000                   | 16,91%                      | [ 62 ]                      | 2 147 000          | 17,60%             | [ 63 ]             | 2 284 000          | 18,53%             | [ 64 ]             | 2 502 000          | 20,57%             | [ 65 ]             | 2 442 000          | 17,82%             | [ 66 ]             | Non andati in onda | Non andati in onda | Non andati in onda | 2 498 000          | 20,24%             | [ 41 ]             | 1 614 000         | 18,44%            |
| Settimana 5    | 16:40          | Non andati in onda          | Non andati in onda          | Non andati in onda          | Non andati in onda | Non andati in onda | Non andati in onda | 1 713 000          | 21,04%             | [ 64 ]             | 1 581 000          | 20,41%             | [ 65 ]             | Non andati in onda | Non andati in onda | Non andati in onda | Non andati in onda | Non andati in onda | Non andati in onda | 1 626 000          | 22,53%             | [ 41 ]             | 1 614 000         | 18,44%            |
| Settimana 5    | Seconda serata | Non andato in onda          | Non andato in onda          | Non andato in onda          | 416 000            | 7,50%              | [ 63 ]             | 1 103 000          | 11,10%             | [ 64 ]             | Non andato in onda | Non andato in onda | Non andato in onda | Non andati in onda | Non andati in onda | Non andati in onda | Non andati in onda | Non andati in onda | Non andati in onda | Non andato in onda | Non andato in onda | Non andato in onda | 1 614 000         | 18,44%            |
| Settimana 6    | 10:55          | 610 000                     | 13,83%                      | [ 67 ]                      | 705 000            | 14,67%             | [ 68 ]             | 704 000            | 15,64%             | [ 69 ]             | 724 000            | 16,79%             | [ 70 ]             | Non andati in onda | Non andati in onda | Non andati in onda | Non andati in onda | Non andati in onda | Non andati in onda | 753 000            | 16,40%             | [ 71 ]             | 1 568 000         | 17,48%            |
| Settimana 6    | 13:40          | 2 248 000                   | 18,35%                      | [ 67 ]                      | 2 274 000          | 18,59%             | [ 68 ]             | 2 405 000          | 18,65%             | [ 69 ]             | 2 230 000          | 18,36%             | [ 70 ]             | 2 529 000          | 17,19%             | [ 72 ]             | Non andati in onda | Non andati in onda | Non andati in onda | 2 235 000          | 17,92%             | [ 71 ]             | 1 568 000         | 17,48%            |
| Settimana 6    | 16:40          | 1 531 000                   | 18,25%                      | [ 67 ]                      | 1 407 000          | 16,37%             | [ 68 ]             | 1 675 000          | 19,19%             | [ 69 ]             | 1 491 000          | 18,83%             | [ 70 ]             | Non andati in onda | Non andati in onda | Non andati in onda | Non andati in onda | Non andati in onda | Non andati in onda | Non andato in onda | Non andato in onda | Non andato in onda | 1 568 000         | 17,48%            |
| Settimana 6    | 16:10          | Non andati in onda          | Non andati in onda          | Non andati in onda          | Non andati in onda | Non andati in onda | Non andati in onda | Non andati in onda | Non andati in onda | Non andati in onda | Non andati in onda | Non andati in onda | Non andati in onda | Non andati in onda | Non andati in onda | Non andati in onda | Non andati in onda | Non andati in onda | Non andati in onda | 1 561 000          | 20,63%             | [ 71 ]             | 1 568 000         | 17,48%            |
| Settimana 6    | Seconda serata | Non andati in onda          | Non andati in onda          | Non andati in onda          | Non andati in onda | Non andati in onda | Non andati in onda | 1 050 000          | 11,40%             | [ 69 ]             | Non andato in onda | Non andato in onda | Non andato in onda | Non andati in onda | Non andati in onda | Non andati in onda | Non andati in onda | Non andati in onda | Non andati in onda | Non andato in onda | Non andato in onda | Non andato in onda | 1 568 000         | 17,48%            |
| Settimana 7    | 10:55          | 683 000                     | 13,59%                      | [ 73 ]                      | 659 000            | 14,15%             | [ 43 ]             | 597 000            | 17,30%             | [ 74 ]             | 567 000            | 16,80%             | [ 75 ]             | Non andati in onda | Non andati in onda | Non andati in onda | Non andati in onda | Non andati in onda | Non andati in onda | 531 000            | 13,60%             | [ 76 ]             | 1 534 000         | 17,02%            |
| Settimana 7    | 13:40          | 2 263 000                   | 17,41%                      | [ 73 ]                      | 2 247 000          | 17,92%             | [ 43 ]             | 2 218 000          | 18,70%             | [ 74 ]             | 2 347 000          | 18,30%             | [ 75 ]             | 2 176 000          | 15,80%             | [ 77 ]             | Non andati in onda | Non andati in onda | Non andati in onda | 2 216 000          | 18,00%             | [ 76 ]             | 1 534 000         | 17,02%            |
| Settimana 7    | 16:10          | 1 744 000                   | 19,38%                      | [ 73 ]                      | 1 660 000          | 18,57%             | [ 43 ]             | 1 352 000          | 16,40%             | [ 74 ]             | 1 435 000          | 17,00%             | [ 75 ]             | Non andato in onda | Non andato in onda | Non andato in onda | Non andati in onda | Non andati in onda | Non andati in onda | Non andato in onda | Non andato in onda | Non andato in onda | 1 534 000         | 17,02%            |
| Settimana 7    | 14:50          | Non andati in onda          | Non andati in onda          | Non andati in onda          | Non andati in onda | Non andati in onda | Non andati in onda | Non andati in onda | Non andati in onda | Non andati in onda | Non andati in onda | Non andati in onda | Non andati in onda | Non andato in onda | Non andato in onda | Non andato in onda | Non andati in onda | Non andati in onda | Non andati in onda | 1 820 000          | 17,77%             | [ 76 ]             | 1 534 000         | 17,02%            |
| Settimana 7    | Seconda serata | Non andati in onda          | Non andati in onda          | Non andati in onda          | Non andati in onda | Non andati in onda | Non andati in onda | 1 018 000          | 10,20%             | [ 74 ]             | Non andato in onda | Non andato in onda | Non andato in onda | Non andato in onda | Non andato in onda | Non andato in onda | Non andati in onda | Non andati in onda | Non andati in onda | Non andato in onda | Non andato in onda | Non andato in onda | 1 534 000         | 17,02%            |
| Settimana 8    | 10:55          | 596 000                     | 17,70%                      | [ 78 ]                      | 479 000            | 15,60%             | [ 45 ]             | 487 000            | 14,50%             | [ 79 ]             | 576 000            | 14,90%             | [ 80 ]             | Non andato in onda | Non andato in onda | Non andato in onda | Non andati in onda | Non andati in onda | Non andati in onda | 478 000            | 14,00%             | [ 81 ]             | 1 420 000         | 15,92%            |
| Settimana 8    | 13:40          | 2 247 000                   | 18,50%                      | [ 78 ]                      | 2 200 000          | 17,92%             | [ 45 ]             | 2 081 000          | 17,04%             | [ 79 ]             | 2 167 000          | 17,40%             | [ 80 ]             | 1 889 000          | 17,60%             | [ 82 ]             | Non andati in onda | Non andati in onda | Non andati in onda | 1 986 000          | 17,20%             | [ 81 ]             | 1 420 000         | 15,92%            |
| Settimana 8    | 14:50          | 1 494 000                   | 14,32%                      | [ 78 ]                      | 1 570 000          | 15,25%             | [ 45 ]             | 1 694 000          | 15,82%             | [ 79 ]             | 1 691 000          | 15,20%             | [ 80 ]             | Non andati in onda | Non andati in onda | Non andati in onda | Non andati in onda | Non andati in onda | Non andati in onda | 1 616 000          | 16,00%             | [ 81 ]             | 1 420 000         | 15,92%            |
| Settimana 8    | Seconda serata | Non andati in onda          | Non andati in onda          | Non andati in onda          | Non andati in onda | Non andati in onda | Non andati in onda | 1 099 000          | 11,66%             | [ 79 ]             | Non andato in onda | Non andato in onda | Non andato in onda | Non andati in onda | Non andati in onda | Non andati in onda | Non andati in onda | Non andati in onda | Non andati in onda | Non andati in onda | Non andati in onda | Non andati in onda | 1 420 000         | 15,92%            |
| Settimana 9    | 10:55          | 497 000                     | 13,70%                      | [ 83 ]                      | 424 000            | 13,40%             | [ 47 ]             | Non andati in onda | Non andati in onda | Non andati in onda | Non andati in onda | Non andati in onda | Non andati in onda | Non andati in onda | Non andati in onda | Non andati in onda | Non andati in onda | Non andati in onda | Non andati in onda | Non andati in onda | Non andati in onda | Non andati in onda | 1 353 000         | 15,28%            |
| Settimana 9    | 13:40          | 2 176 000                   | 18,00%                      | [ 83 ]                      | 2 138 000          | 17,90%             | [ 47 ]             | Non andati in onda | Non andati in onda | Non andati in onda | Non andati in onda | Non andati in onda | Non andati in onda | Non andati in onda | Non andati in onda | Non andati in onda | Non andati in onda | Non andati in onda | Non andati in onda | Non andati in onda | Non andati in onda | Non andati in onda | 1 353 000         | 15,28%            |
| Settimana 9    | 14:50          | 1 656 000                   | 16,68%                      | [ 83 ]                      | 1 633 000          | 16,47%             | [ 47 ]             | Non andati in onda | Non andati in onda | Non andati in onda | Non andati in onda | Non andati in onda | Non andati in onda | Non andati in onda | Non andati in onda | Non andati in onda | Non andati in onda | Non andati in onda | Non andati in onda | Non andati in onda | Non andati in onda | Non andati in onda | 1 353 000         | 15,28%            |
| Settimana 9    | Seconda serata | 950 000                     | 10,83%                      | [ 83 ]                      | Non andati in onda | Non andati in onda | Non andati in onda | Non andati in onda | Non andati in onda | Non andati in onda | Non andati in onda | Non andati in onda | Non andati in onda | Non andati in onda | Non andati in onda | Non andati in onda | Non andati in onda | Non andati in onda | Non andati in onda | Non andati in onda | Non andati in onda | Non andati in onda | 1 353 000         | 15,28%            |
| Media          | Media          | Media                       | Media                       | Media                       | Media              | Media              | Media              | Media              | Media              | Media              | Media              | Media              | Media              | Media              | Media              | Media              | Media              | Media              | Media              | Media              | Media              | Media              | 1 545 000         | 17,34%            |

#### Italia 1
In questa tabella sono indicati i risultati in termini di ascolto delle strisce quotidiane, andata in onda dal 9 aprile al 5 giugno 2024 su Italia 1:
- dal lunedì al venerdì alle 13:00 e alle 18:15 (dal 9 aprile al 5 giugno 2024);
- dal lunedì al sabato alle 1:30 (dal 30 aprile al 5 giugno 2024);
- dal lunedì al sabato alle 6:05 (dal 1º maggio al 5 giugno 2024).

| Italia 1    | Italia 1 | Martedì                     | Martedì                     | Martedì                     | Mercoledì      | Mercoledì | Mercoledì | Giovedì            | Giovedì            | Giovedì            | Venerdì            | Venerdì            | Venerdì            | Lunedì             | Lunedì             | Lunedì             | Media settimanale | Media settimanale |
| Italia 1    | Italia 1 | Telespettatori              | Share                       | Fonte                       | Telespettatori | Share     | Fonte     | Telespettatori     | Share              | Fonte              | Telespettatori     | Share              | Fonte              | Telespettatori     | Share              | Fonte              | Telespettatori    | Share             |
| ----------- | -------- | --------------------------- | --------------------------- | --------------------------- | -------------- | --------- | --------- | ------------------ | ------------------ | ------------------ | ------------------ | ------------------ | ------------------ | ------------------ | ------------------ | ------------------ | ----------------- | ----------------- |
| Settimana 1 | 13:00    | 771 000                     | 6,83%                       | [ 48 ]                      | 787 000        | 6,68%     | [ 49 ]    | 609 000            | 5,35%              | [ 35 ]             | 708 000            | 6,49%              | [ 50 ]             | 738 000            | 6,44%              | [ 36 ]             | 486 000           | 4,55%             |
| Settimana 1 | 18:15    | 285 000                     | 3,13%                       | [ 48 ]                      | 271 000        | 2,72%     | [ 49 ]    | 250 000            | 2,75%              | [ 35 ]             | 180 000            | 2,11%              | [ 50 ]             | 265 000            | 2,95%              | [ 36 ]             | 486 000           | 4,55%             |
| Settimana 2 | 13:00    | 639 000                     | 5,68%                       | [ 51 ]                      | 718 000        | 6,08%     | [ 52 ]    | 614 000            | 5,26%              | [ 37 ]             | 663 000            | 5,74%              | [ 53 ]             | 708 000            | 6,10%              | [ 38 ]             | 466 000           | 4,21%             |
| Settimana 2 | 18:15    | 263 000                     | 2,65%                       | [ 51 ]                      | 282 000        | 2,92%     | [ 52 ]    | 248 000            | 2,39%              | [ 37 ]             | 213 000            | 2,28%              | [ 53 ]             | 315 000            | 2,98%              | [ 38 ]             | 466 000           | 4,21%             |
| Settimana 3 | 13:00    | Dati Auditel non rilevabili | Dati Auditel non rilevabili | Dati Auditel non rilevabili | 741 000        | 6,51%     | [ 54 ]    | 748 000            | 6,17%              | [ 55 ]             | 803 000            | 6,66%              | [ 56 ]             | 701 000            | 6,01%              | [ 39 ]             | 531 000           | 4,62%             |
| Settimana 3 | 18:15    | Dati Auditel non rilevabili | Dati Auditel non rilevabili | Dati Auditel non rilevabili | 378 000        | 2,60%     | [ 54 ]    | 307 000            | 2,88%              | [ 55 ]             | 318 000            | 3,13%              | [ 56 ]             | 257 000            | 3,01%              | [ 39 ]             | 531 000           | 4,62%             |
| Settimana 4 | 13:00    | 611 000                     | 5,40%                       | [ 57 ]                      | 700 000        | 5,31%     | [ 58 ]    | 672 000            | 5,73%              | [ 59 ]             | 686 000            | 6,01%              | [ 60 ]             | 742 000            | 6,39%              | [ 40 ]             | 457 000           | 4,06%             |
| Settimana 4 | 18:15    | 160 000                     | 1,79%                       | [ 57 ]                      | 221 000        | 1,76%     | [ 58 ]    | 228 000            | 2,23%              | [ 59 ]             | 247 000            | 2,65%              | [ 60 ]             | 306 000            | 3,35%              | [ 40 ]             | 457 000           | 4,06%             |
| Settimana 5 | 13:00    | 530 000                     | 4,66%                       | [ 62 ]                      | 652 000        | 5,65%     | [ 63 ]    | 611 000            | 5,51%              | [ 64 ]             | 539 000            | 4,98%              | [ 65 ]             | 644 000            | 5,62%              | [ 40 ]             | 424 000           | 4,01%             |
| Settimana 5 | 18:15    | 368 000                     | 3,85%                       | [ 62 ]                      | 274 000        | 2,75%     | [ 63 ]    | 204 000            | 2,27%              | [ 64 ]             | 191 000            | 2,33%              | [ 65 ]             | 224 000            | 2,50%              | [ 40 ]             | 424 000           | 4,01%             |
| Settimana 6 | 13:00    | 561 000                     | 5,22%                       | [ 67 ]                      | 531 000        | 4,65%     | [ 68 ]    | 660 000            | 5,80%              | [ 69 ]             | 708 000            | 6,38%              | [ 70 ]             | 639 000            | 5,57%              | [ 71 ]             | 425 000           | 3,97%             |
| Settimana 6 | 18:15    | 221 000                     | 2,44%                       | [ 67 ]                      | 224 000        | 2,27%     | [ 68 ]    | 297 000            | 3,00%              | [ 69 ]             | 178 000            | 2,07%              | [ 70 ]             | 229 000            | 2,34%              | [ 71 ]             | 425 000           | 3,97%             |
| Settimana 7 | 13:00    | 787 000                     | 6,71%                       | [ 73 ]                      | 580 000        | 5,08%     | [ 43 ]    | 589 000            | 5,26%              | [ 74 ]             | 663 000            | 5,85%              | [ 75 ]             | 710 000            | 6,25%              | [ 76 ]             | 457 000           | 4,27%             |
| Settimana 7 | 18:15    | 349 000                     | 3,73%                       | [ 73 ]                      | 286 000        | 2,99%     | [ 43 ]    | 227 000            | 2,40%              | [ 74 ]             | 176 000            | 2,10%              | [ 75 ]             | 209 000            | 2,41%              | [ 76 ]             | 457 000           | 4,27%             |
| Settimana 8 | 13:00    | 786 000                     | 6,85%                       | [ 78 ]                      | 550 000        | 5,00%     | [ 45 ]    | 644 000            | 5,77%              | [ 79 ]             | 581 000            | 5,01%              | [ 80 ]             | 760 000            | 7,04%              | [ 81 ]             | 460 000           | 4,47%             |
| Settimana 8 | 18:15    | 159 000                     | 1,80%                       | [ 78 ]                      | 242 000        | 2,90%     | [ 45 ]    | 326 000            | 3,70%              | [ 79 ]             | 258 000            | 3,00%              | [ 80 ]             | 303 000            | 3,60%              | [ 81 ]             | 460 000           | 4,47%             |
| Settimana 9 | 13:00    | 861 000                     | 7,89%                       | [ 83 ]                      | 657 000        | 6,24%     | [ 47 ]    | Non andati in onda | Non andati in onda | Non andati in onda | Non andati in onda | Non andati in onda | Non andati in onda | Non andati in onda | Non andati in onda | Non andati in onda | 471 000           | 4,63%             |
| Settimana 9 | 18:15    | 170 000                     | 1,97%                       | [ 83 ]                      | 197 000        | 2,40%     | [ 47 ]    | Non andati in onda | Non andati in onda | Non andati in onda | Non andati in onda | Non andati in onda | Non andati in onda | Non andati in onda | Non andati in onda | Non andati in onda | 471 000           | 4,63%             |
| Media       | Media    | Media                       | Media                       | Media                       | Media          | Media     | Media     | Media              | Media              | Media              | Media              | Media              | Media              | Media              | Media              | Media              | 454 000           | 4,22%             |